# Präsidentschaftswahl in den Vereinigten Staaten 2024
Die Präsidentschaftswahl in den Vereinigten Staaten 2024 am 5. November 2024 war die 60. Wahl zum Präsidenten und Vizepräsidenten der Vereinigten Staaten. Sie war Teil der Wahlen in den Vereinigten Staaten 2024, bei denen unter anderem das gesamte Repräsentantenhaus mit 435 Sitzen und etwa ein Drittel des Senats (34 Sitze von 100) gewählt wurden.
Um US-Präsident werden zu können, benötigte einer der Kandidaten mindestens 270 Stimmen der insgesamt 538 Wahlleute. Als Kandidaten der Demokraten wurde die amtierende Vize-Präsidentin Kamala Harris und deren Running Mate Tim Walz nominiert, für die Republikaner traten der ehemalige US-Präsident Donald Trump und dessen Running Mate JD Vance an. US-amerikanische Leitmedien haben basierend auf Nachwahlbefragungen oder eigenen Berechnungen Trump am 6. November als Wahlsieger verkündet. Am 13. November wurde zudem bekannt, dass die Republikaner auch eine Mehrheit im Senat und Repräsentantenhaus, sowie die Mehrheit der Gouverneure gewonnen hatten.
Gewählt wurde indirekt: Durch die sich bei der Wahl ergebenden Mehrheiten in den Bundesstaaten wurden die Wahlleute des Electoral College bestimmt, die am 17. Dezember 2024 Trump zum 47. Präsidenten sowie JD Vance zum 50. Vizepräsidenten wählten. Da die Wahlleute sich in der Regel verpflichten, für einen bestimmten Kandidaten zu stimmen, war diese eigentliche Wahl nur formeller Natur. Trump und Vance setzten sich bei der Abstimmung der Wahlleute mit 312-226 durch, es gab keine Abweichler. Die Wahlleuteverteilung richtete sich erstmals nach dem Zensus 2020; zuletzt wurde diese Zusammensetzung vor der Wahl 2012 geändert. Die beiden Gewinner der Wahl wurden am 20. Januar 2025 ins Amt eingeführt.

## Termin, Wahlverfahren und Wahlleuteverteilung
Gemäß dem Presidential Election Day Act vom 23. Januar 1845 ist der Wahltag der Dienstag nach dem ersten Montag im November, im Jahr 2024 also der 5. November. Gewählt werden die Wahlleute des Wahlkollegiums (Electoral College), das 41 Tage nach der Wahl, also im Dezember 2024, den Präsidenten und Vizepräsidenten bestimmt. Grundsätzlich hat jeder Bundesstaat das Recht zu entscheiden, wie er seine Wahlleute vergibt. In 48 der 50 Staaten erhält derjenige, der die relative Mehrheit der Stimmen erhält, sämtliche Wahlleute des Bundesstaats zuerkannt (Mehrheitswahl). Die Bundesstaaten Maine und Nebraska haben dagegen die Besonderheit, dass drei (Nebraska) bzw. zwei (Maine) Wahlleute jeweils nach den Mehrheiten in den Kongresswahlbezirken und nicht nach den Mehrheiten im gesamten Bundesstaat bestimmt werden; zuletzt hatte auf diese Weise Barack Obama bei der Wahl 2008 einen von fünf Wahlleuten Nebraskas, Donald Trump 2016 und 2020 einen von vier Wahlleuten Maines und Joe Biden 2020 einen von fünf Wahlleuten Nebraskas gewinnen können. Maine benutzt zur Ermittlung der Wahlleute zum zweiten Mal nach 2020 bei einer Präsidentschaftswahl das Instant-Runoff-Voting, während es Alaska 2024 zum ersten Mal anwenden wird.
Jeder Bundesstaat bestimmt so viele Wahlleute, wie er Vertreter in beide Häuser des Kongresses entsendet. Da sich die Anzahl der Abgeordneten im Repräsentantenhaus nach der Bevölkerungszahl richtet, 2024 erstmals nach dem Zensus 2020, jeder Staat aber zwei Senatoren hat, sind die bevölkerungsärmeren Staaten überrepräsentiert: Kalifornien hat etwa 68-mal so viele Einwohner wie Wyoming, entsendet aber nur 54 Wahlleute, Wyoming 3. Die Hauptstadt Washington, die als District of Columbia im Kongress nicht stimmberechtigt vertreten ist, stellt nach dem 23. Zusatzartikel der Verfassung so viele Wahlmänner, wie der kleinste Bundesstaat hat, zurzeit drei. Insgesamt besteht das Electoral College aus 538 Wahlleuten, die absolute Mehrheit liegt also bei 270 Stimmen.
Gleichzeitig finden auf Bundesebene die Wahlen zum Repräsentantenhaus (alle 435 Mitglieder) und zum Senat (34 der 100 Mitglieder, Klasse I) sowie auf der Ebene der Bundesstaaten unter anderem zu verschiedenen Gouverneursämtern und Bundesstaatslegislativen statt.

## Kandidaten
Historisch gesehen stellten bisher meistens (seit der Wahl von 1852 durchgängig, sieht man vom Zusammenschluss der Republikaner mit einem Teil der Demokraten bei der Wahl von 1864 zur National Union Party ab) die Demokratische Partei oder die Republikanische Partei den US-Präsidenten. Bei jeder Präsidentschaftswahl treten zusätzlich Kandidaten kleinerer Parteien oder ohne Parteiangehörigkeit an. In vielen Bundesstaaten ist es zudem möglich, irgendeinen Namen – auch wenn es kein offizieller Kandidat ist – auf den Stimmzettel zu schreiben, der dann als gültige Stimme gewertet wird (write-in). In Alaska und Oregon beispielsweise haben Write-in-Kandidaten traditionell eine größere Rolle gespielt.
Die parteiinterne Entscheidung über den letztlichen Kandidaten der jeweiligen Partei wird im Jahr der Wahl getroffen, in diesem Fall ab Januar 2024 bei den sogenannten Primaries und Caucuses, den Vorwahlen zur Präsidentschaftswahl.
Als ehemalige Präsidenten waren Bill Clinton, George W. Bush und Barack Obama von einer erneuten Kandidatur für eine dritte Amtszeit ausgeschlossen. Eine dritte Wahl nach zwei Amtszeiten verbietet der 22. Zusatzartikel zur Verfassung der Vereinigten Staaten. Der amtierende Präsident Joe Biden sowie die ehemaligen Präsidenten Jimmy Carter und Donald Trump waren jedoch für eine zweite Amtszeit wählbar, weil sie nur eine Amtszeit Präsident waren. Trump gab am 15. November 2022 seine Bewerbung bekannt und begann am 28. Januar 2023 seinen Vorwahlkampf.

### Historisches und Hintergrund
Donald Trump, der bereits von 2017 bis 2021 Präsident der Vereinigten Staaten war, gelang 132 Jahre nach Grover Cleveland (US-Präsident 1885 bis 1889 und 1893 bis 1897) als zweitem Präsidenten überhaupt eine Wiederwahl nach Amtszeitunterbrechung.
Trump war bei seinem Amtsantritt im Januar 2025 knapp ein halbes Jahr älter, als sein Vorgänger Biden bei dessen Amtsantritt 2021, der mit 82 Jahre und 263 Tage vor ihm der älteste Amtsinhaber überhaupt war. Damit wird er der älteste Präsident bei Amtsantritt sowie bei Ende seiner Amtszeit im Jahr 2029 noch vor Biden der älteste Präsident im Amt überhaupt sein.
Trump war neben Richard Nixon (Kandidat 1960, 1968 und 1972, wobei die beiden letzten Male siegreich) der einzige Kandidat der Republikaner, der dreimal nominiert wurde.
Eine weitere Besonderheit der Kandidatur Trumps lag im Umstand, dass er zur Wahl 2024 nicht wie zu den Wahlen von 2016 und 2020 mit Mike Pence, sondern mit JD Vance als Kandidat für die Vizepräsidentschaft antrat. Damit war er der erste Präsidentschaftskandidat einer der großen Parteien seit 1976 (und der zweite seit 1944), der für eine weitere Amtszeit einen anderen „Running Mate“ auswählte. Zur Wahl von 1976 war Gerald Ford mit Bob Dole angetreten, weil sein bisheriger Vizepräsident Nelson Rockefeller für eine Kandidatur nicht zur Verfügung stand. (Darüber hinaus gab es zwei Präsidentschaftskandidaten der beiden großen Parteien, die bei einer zweiten Nominierung nach einem erfolglosen ersten Versuch den "running mate" austauschten: Adlai Stevenson trat zu den Wahlen von 1952 und 1956 mit unterschiedlichen Vizepräsidentschaftskandidaten – John Sparkman bzw. Estes Kefauver – an, Richard Nixon kandidierte nach der (verlorenen) Wahl von 1960, in der er mit Henry Cabot Lodge junior als „Running Mate“ angetreten war, beim (erfolgreichen) zweiten Versuch 1968 mit Spiro Agnew).
Da die bei der Wahl unterlegene Kandidatin der Demokraten Harris am 2. August 2024 zur Präsidentschaftskandidatin der Demokraten bestimmt wurde, trat erstmals seit der Präsidentschaftswahl 2000 (als der Demokrat Al Gore kandidierte) ein amtierender Vizepräsident als Präsidentschaftskandidat an. Amtierende Vizepräsidenten hatten davor bislang viermal in Präsidentschaftswahlen (in den Wahlen von 1796, 1800, 1836 und 1988) gewonnen, waren aber auch ebenso oft unterlegen (1860, 1960, 1968 und 2000).
Biden, der aufgrund der Vorwahlergebnisse bereits als „Presumptive Nominee“ (voraussichtlicher Kandidat) für eine Nominierung vorgesehen war, aber noch vor seiner offiziellen Nominierung von einer Kandidatur absah, war der bislang am spätesten ausgeschiedene Kandidat für die US-Präsidentschaft einer großen Partei – sieht man von Horace Greeley ab, der bei der Wahl von 1872 als von den Demokraten unterstützter Präsidentschaftskandidat der „Liberal Republican Party“ gegen den amtierenden republikanischen Präsidenten Ulysses S. Grant antrat, jedoch zwischen der Volkswahl und der Stimmabgabe im Electoral College verstarb. Damit war Biden zudem der erste amtierende Präsident seit Lyndon B. Johnson, der sich nicht für eine weitere Amtszeit zur Verfügung stellte, obwohl sie nach den Bestimmungen des 22. Verfassungszusatzes möglich gewesen wäre.
Trump, der zur Wahl von 2016 noch als Einwohner New Yorks antrat, wo er auch geboren wurde, war infolge seines Umzugs 2019 nach Mar-a-Lago der erste Präsidentschaftskandidat mit Florida als Heimatstaat.
Besondere Brisanz erhielt die Wahl durch die Vorgänge im Jahr 2020, als mit einer Desinformationskampagne des Trump-Lagers die Ergebnisse der Präsidentschaftswahl in Abrede gestellt und Gerüchte von demokratischer Wahlmanipulation in die Welt gesetzt wurden. Diese Dynamik führte am Ende zum Sturm auf das Kapitol in Washington 2021. Keine der Behauptungen, die als Big Lie tituliert werden, hielten einer gerichtlichen Prüfung stand.

### Demokratische Partei
Offizielle Kandidatin

- Kamala Harris, Vizepräsidentin der USA seit 2021, ehemalige US-Senatorin (2017–2021) für Kalifornien. Am 6. August 2024 gab Harris bekannt, mit dem Gouverneur von Minnesota, Tim Walz, als Vizepräsidentschaftskandidaten ins Rennen zu gehen.[9]

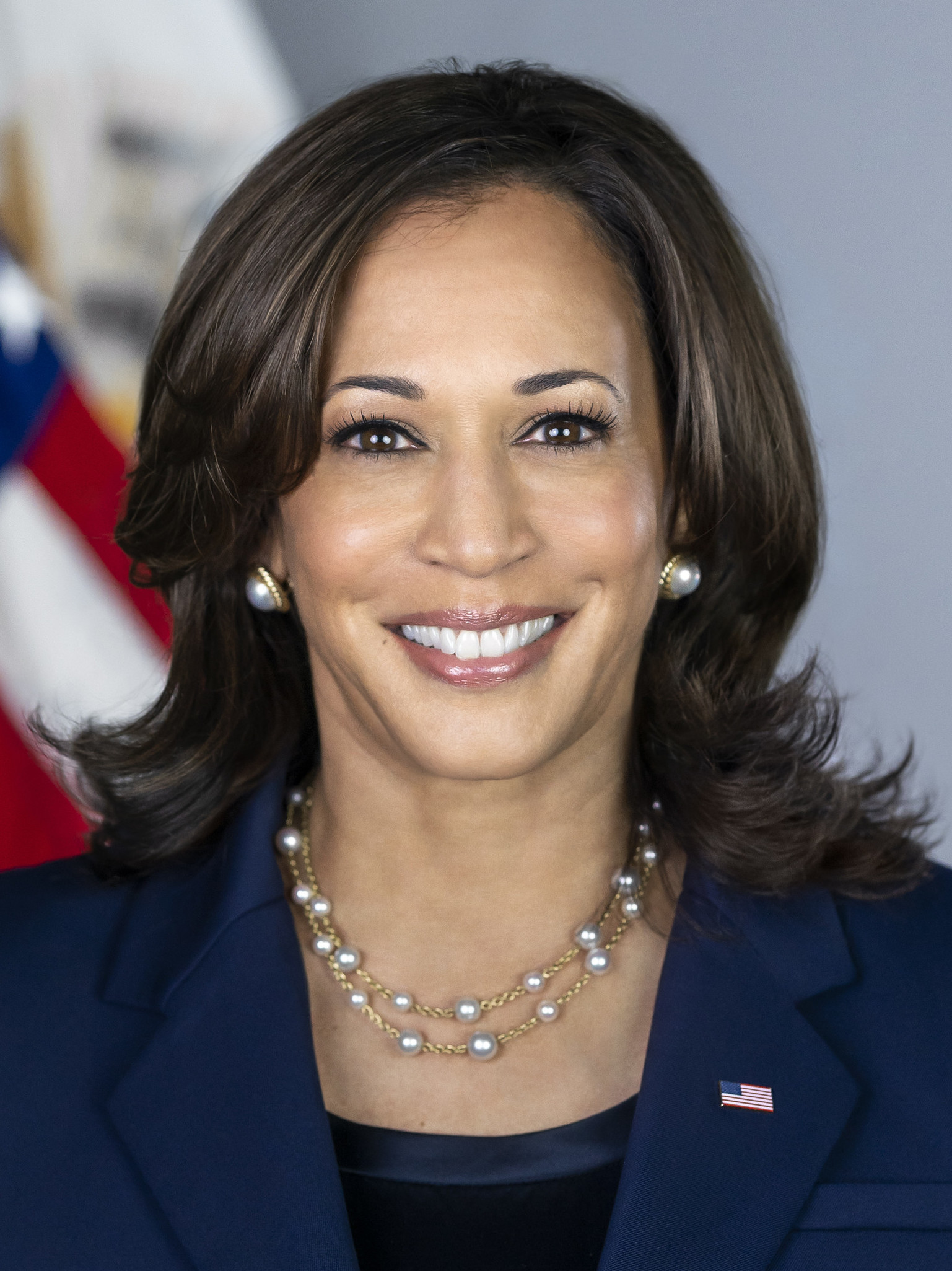
Kamala Harris (Kalifornien)
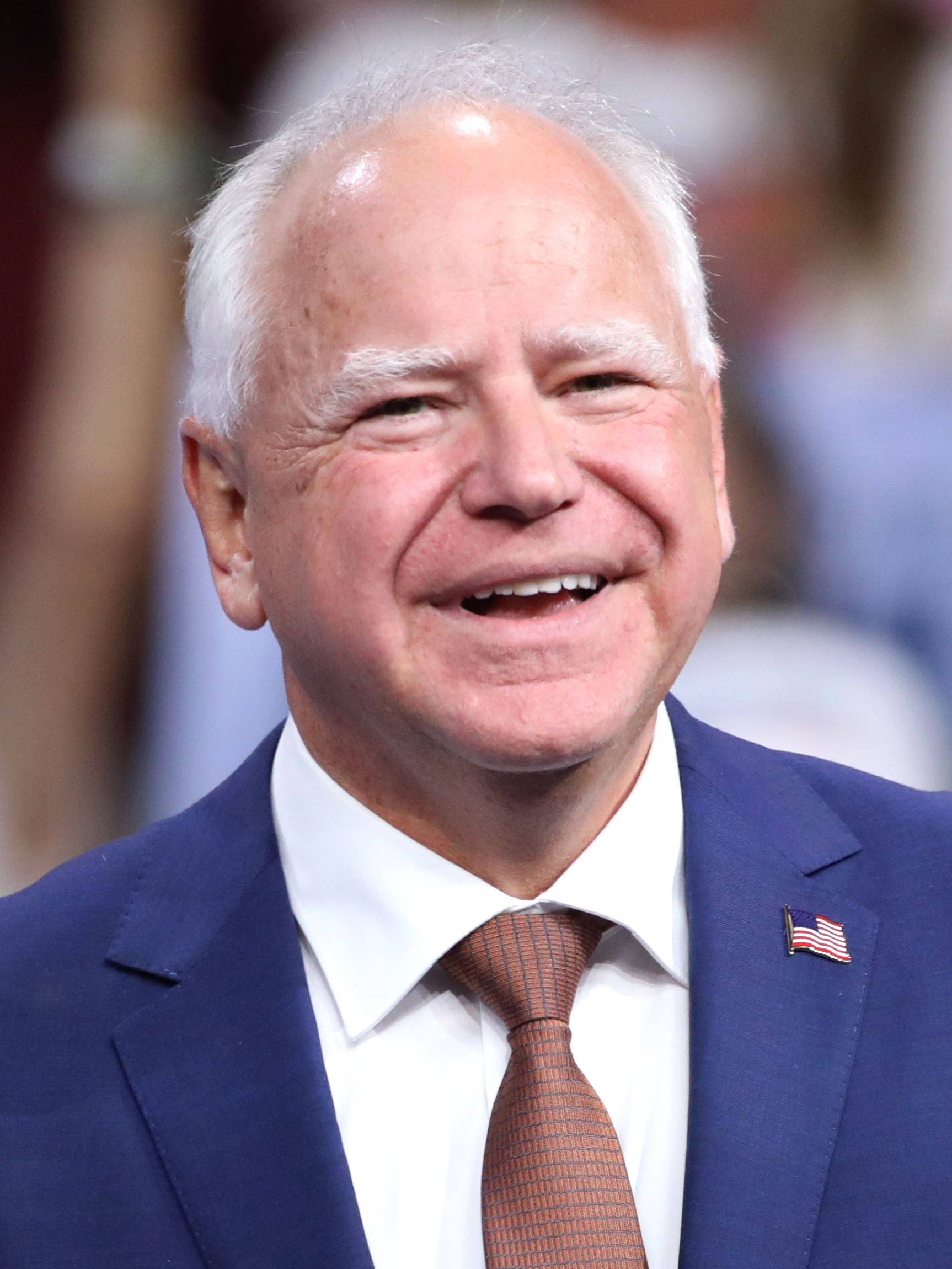
Tim Walz (Minnesota)

Nachdem der amtierende US-Präsident Joe Biden seine Kandidatur am 21. Juli 2024 zurückgezogen hatte, sprach er auch seine Unterstützung für Kamala Harris als neue Kandidatin der Demokraten für die Präsidentschaftswahl aus. Die Kandidatur wurde am selben Tag bei der FEC eingetragen und offiziell bekanntgegeben.
Am 22. Juli 2024 wurde bekannt, dass Harris die Unterstützung von mehr als 1.976 Delegierten für den Parteitag erreicht hatte und damit die voraussichtliche Kandidatin der Demokraten war (Englisch: presumptive nominee). Am 23. Juli 2024 hatte Harris bereits die Unterstützung von mehr als 75 Prozent der Delegierten, bzw. von mehr als 3.000 der 3.949 Delegierten (ohne Superdelegierte). Für eine Nominierung bereits im ersten Wahlgang hätte die Mehrheit der Stimmen genügt. Eine Online-Bestätigung von Harris durch die Delegierten fand zwischen dem 1. und 5. August 2024 statt, um die Frist zur Platzierung auf dem Stimmzettel in Ohio (am 7. August) einzuhalten. Potentielle Kandidaten mussten bis spätestens 27. Juli 2024, 18 Uhr Ortszeit (Ostküste), ihre Kandidatur bekanntgeben. Neben Harris reichten noch 3 weitere, wenig bekannte, Personen ihre Kandidatur fristgerecht ein: Robert C. „Robby“ Wells Jr., Gibran Nicholas und Ralph Hoffman. Diese vier gemeldeten Kandidaten hatten bis zum Abend des 30. Juli 2024 Zeit um nachzuweisen, dass sie die Zulassungskriterien erfüllen. Dazu mussten sie vor allem die Unterstützung von mindestens 300 Delegierten gewinnen, von denen nicht mehr als 50 aus einem einzigen Staat stammen dürfen. Am 31. Juli 2024 wurde von den Demokraten bekannt gegeben, dass nur Harris diese Voraussetzungen erfüllt und demnach die einzige Kandidatin für die Nominierung ist. Bereits am zweiten Tag der Online-Abstimmung der Delegierten am 2. August 2024 erreichte Harris die nötige Mehrheit und wurde am 6. August 2024 offiziell als demokratische Kandidatin nominiert. Nach Abschluss der Abstimmung wurde bekannt, dass Harris mehr als 99 Prozent aller teilnehmenden Delegierten erhalten hat. Die zeremonielle Nominierung und Abstimmung wurde am ersten Tag des Parteitags der Demokraten vollzogen, der vom 19. bis 22. August 2024 in Chicago abgehalten wurde.
Als mögliche Kandidaten für das Amt ihres Vizepräsidenten galten mit Stand Ende Juli 2024 unter anderem Andy Beshear, Pete Buttigieg, Mark Kelly, J. B. Pritzker, Josh Shapiro und Tim Walz. Harris kündigte an, ihre Entscheidung bis 7. August 2024 bekannt zu geben, um erneut die Frist zur Platzierung auf dem Stimmzettel in Ohio einzuhalten. In der Woche darauf starten Harris und ihr Vize-Kandidat mit einer Werbetour durch die sieben wichtigsten Swing States.
Am 6. August 2024 wurde bekanntgegeben, dass Harris den seit 2019 amtierenden Gouverneur von Minnesota, Tim Walz, als Running Mate ausgewählt habe.
Ehemalige Kandidaten

Der amtierende Präsident Joe Biden aus Delaware wäre im Januar 2025 am Ende seiner ersten Amtszeit 82 Jahre alt. Dies hatte zunächst zu Spekulationen geführt, dass Biden keine zweite Amtszeit anstreben werde. Viele in der Demokratischen Partei zweifelten, ob Biden aufgrund seines Alters eine reelle Chance gegen einen potenziell viel jüngeren republikanischen Kandidaten hätte. Biden selbst kündigte nach den Wahlen in den Vereinigten Staaten 2022 an, die Entscheidung für oder gegen eine erneute Kandidatur in der ersten Hälfte 2023 bekanntgeben zu wollen.
Am 25. April 2023 gab er schließlich offiziell bekannt, sich für eine zweite Amtszeit zu bewerben, genau am vierten Jahrestag der Bekanntgabe seiner Kandidatur zur Präsidentschaftswahl 2020. Biden wollte erneut mit seiner Vizepräsidentin Kamala Harris ins Rennen gehen.
Biden ist der älteste Präsident in der US-Geschichte. Zuvor war Ronald Reagan der bislang älteste Präsident. Er hatte seine zweite Amtszeit im Jahr 1989 mit 77 Jahren beendet. In Meinungsumfragen zeigte sich wiederholt, dass eine deutliche Mehrheit der US-Amerikaner Biden für zu alt für das Amt hielt. Seit etwa Ende 2021 äußerten sich auch durchgehend mehr als 50 Prozent der Befragten unzufrieden mit Biden, während vorher die Zustimmung überwogen hatte.
Nach seinem Sieg bei den Vorwahlen in Georgia am 12. März 2024 erreichte Biden eine Mehrheit der Delegierten für den Parteitag der Demokraten und galt damit als „voraussichtlicher Kandidat“ der Partei (englisch presumptive nominee).
Nach dem schwachen Auftritt Bidens in der Fernsehdebatte mit Donald Trump am 27. Juni 2024 kam in der Demokratischen Partei erneut eine Debatte über die Eignung des 81-jährigen Biden für das Präsidentenamt auf. Biden selbst machte nach der missglückten Debatte zunächst keine Anstalten, auf seine Kandidatur zu verzichten. Politikanalysten wiesen darauf hin, dass ein Ersatz Bidens als offizieller Kandidat gegen seinen Willen prinzipiell möglich wäre, aber nicht unproblematisch sei. Ein Ersatz Bidens gegen seinen Willen wurde aber für relativ unwahrscheinlich gehalten, da die Demokratische Partei damit gegenüber der Wählerschaft ein ungünstiges, zerstrittenes Bild abgeben würde. Wenn Biden dagegen freiwillig von seiner Kandidatur zurücktreten würde, hätte er möglicherweise ein entscheidendes Wort bei der Auswahl des Ersatzkandidaten. Die Demokraten (bzw. das Democratic National Committee) hatten angekündigt, Biden und Harris bereits vor dem eigentlichen Parteitag per Online-Abstimmung der Delegierten zu nominieren, und zwar spätestens bis 7. August 2024. An diesem Tag lief die Frist des Bundesstaates Ohio aus, um sich für den Zugang zum Stimmzettel zu qualifizieren, und damit bereits vor dem Parteitag der Demokraten.
Der innerparteiliche Druck auf Biden stieg, wobei wichtige Parteiführer wie Barack Obama, Chuck Schumer, Nancy Pelosi oder Hakeem Jeffries Biden nicht öffentlich aufforderten, seine Kandidatur zu beenden. Allerdings zogen sich Parteispender zurück, und bis zum 21. Juli 2024 forderten 37 Kongressabgeordnete Biden öffentlich auf, sich zurückzuziehen. Der erste dieser Abgeordneten war Anfang Juli Lloyd Doggett aus Texas gewesen. Hinter den Kulissen drängte Pelosi allerdings in persönlichen Gesprächen auf das Ende von Bidens Kandidatur.
Am 21. Juli 2024 zog Biden schließlich seine Präsidentschaftskandidatur zurück.

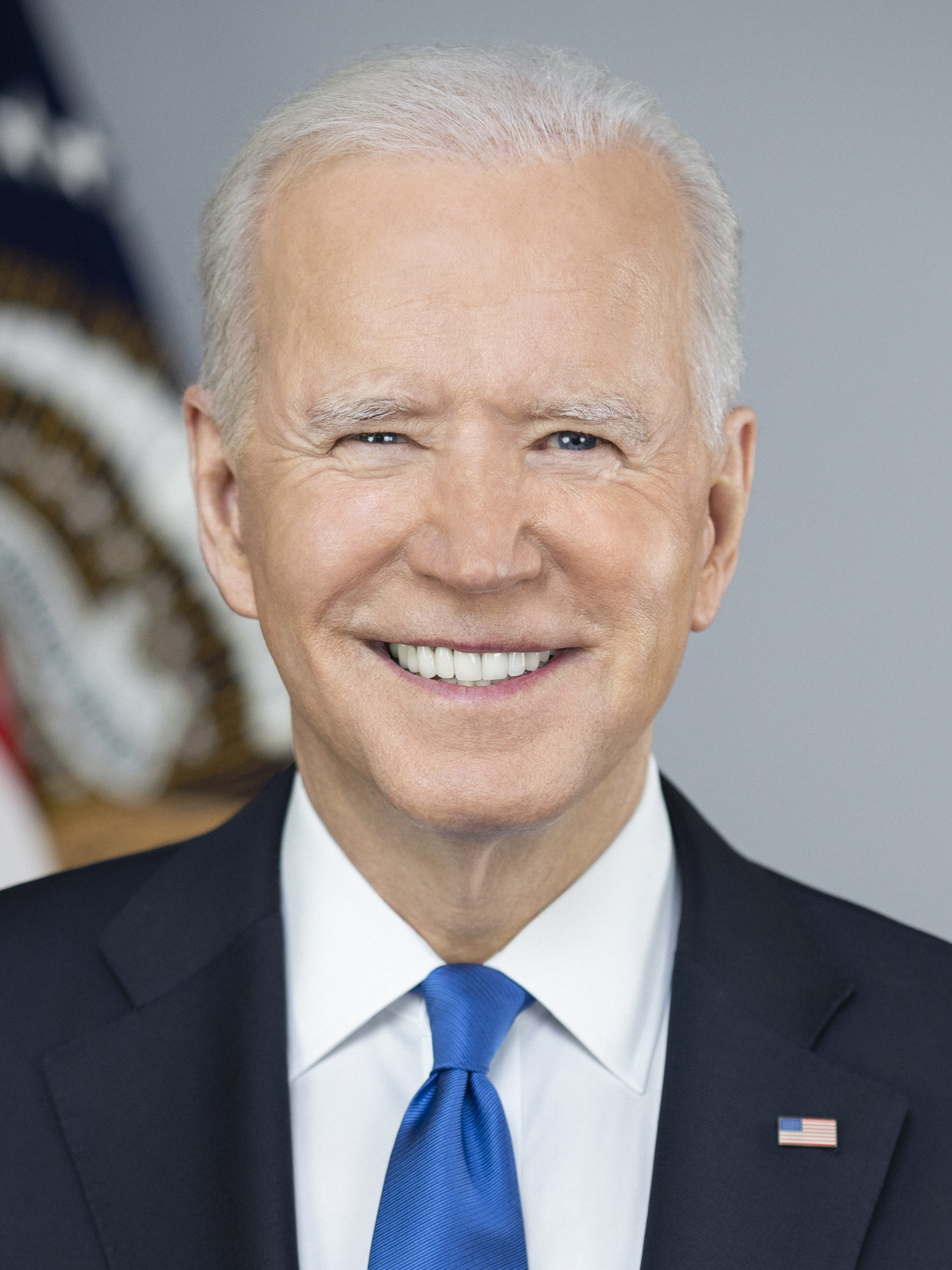
Joe Biden (Delaware)

- 4. März 2023 – Marianne Williamson, die Autorin aus Kalifornien und Kandidatin in der Demokratischen Vorwahl zur US-Präsidentschaftswahl 2020, gab ihre Kandidatur bekannt.[33] Am 7. Februar 2024 gab sie nach schlechten Vorwahlergebnissen zunächst das Ende ihrer Kandidatur bekannt,[34] stieg aber am 28. Februar wieder in das Rennen ein, nachdem sie in den Vorwahlen in Michigan ein besseres Ergebnis als ihr parteiinterner Mitbewerber Dean Phillips, der zu diesem Zeitpunkt noch für die Nominierung als Präsidentschaftskandidat kandidiert hatte, hatte erzielen können.[35] Am 11. Juni 2024 verkündete Williamson erneut das Ende ihrer Kandidatur.[36] Infolge der Diskussionen rund um den Auftritt von Präsident Joe Biden bei der Fernsehdebatte am 27. Juni und der Eignung für das Amt im Allgemeinen nahm Williamson ihre Kandidatur am 2. Juli jedoch wieder auf. Williamson registrierte sich jedoch nicht fristgerecht bis zum Abend des 27. Juli 2024, um an der vorzeitigen Kandidaten-Abstimmung der Demokraten teilnehmen zu können.[37]

- 5. April 2023 – Robert F. Kennedy Jr., der Rechtsanwalt, Umweltaktivist, Autor, Verschwörungstheoretiker, Sohn von Robert F. Kennedy und Neffe des ehemaligen US-Präsidenten John F. Kennedy aus Kalifornien, reichte seine Kandidatur für die Demokraten ein.[38] Er entschied sich aber im Oktober 2023, als parteiloser Kandidat anzutreten, da seine Kandidatur in der Demokratischen Partei nach eigener Aussage chancenlos sei.[39] Im Juli 2024, nach Bidens Ankündigung nicht erneut anzutreten, beklagte Kennedy, dass er, bevor er sich entschieden habe, als unabhängiger Kandidat anzutreten, von keinem der „demokratischen Medien“ in den USA, darunter laut Kennedy „ABC, NBC, CBS, CNN“, die Chance erhalten habe, als potenzieller Gegenkandidat von Biden angehört zu werden bzw. ein Interview als Herausforderer zu erhalten. Er behauptete in diesem Zusammenhang, dass die Führung der demokratischen Partei keinerlei Wettbewerb zugelassen habe.[40] Am 23. August 2024 zog Kennedy seine Kandidatur zurück und erklärte seine Unterstützung für Donald Trump.
- 22. Oktober 2023 – Jason Palmer, der Unternehmer aus Maryland, gab seine Kandidatur bekannt. Mitte April 2024 gab er mit einem Post auf „X“ seine Unterstützung für Joe Biden bekannt.[41]
- 26. Oktober 2023 – Dean Phillips, der Abgeordnete zum US-Repräsentantenhaus (seit 2019) für Minnesota, gab seine Kandidatur bekannt.[42] Am 6. März 2024 (einen Tag nach dem Super Tuesday) beendete er seine Kandidatur und gab seine Unterstützung für Präsident Joe Biden bekannt.[43]

### Republikanische Partei
Offizieller Kandidat

- 15. November 2022 – Donald Trump, der ehemalige US-Präsident aus Florida, gibt seine Kandidatur bekannt.[44] Am 15. Juli 2024 gab Trump bekannt, mit dem US-Senator für Ohio, JD Vance, als Vizepräsidentschaftskandidaten ins Rennen gehen zu wollen.[45][46]

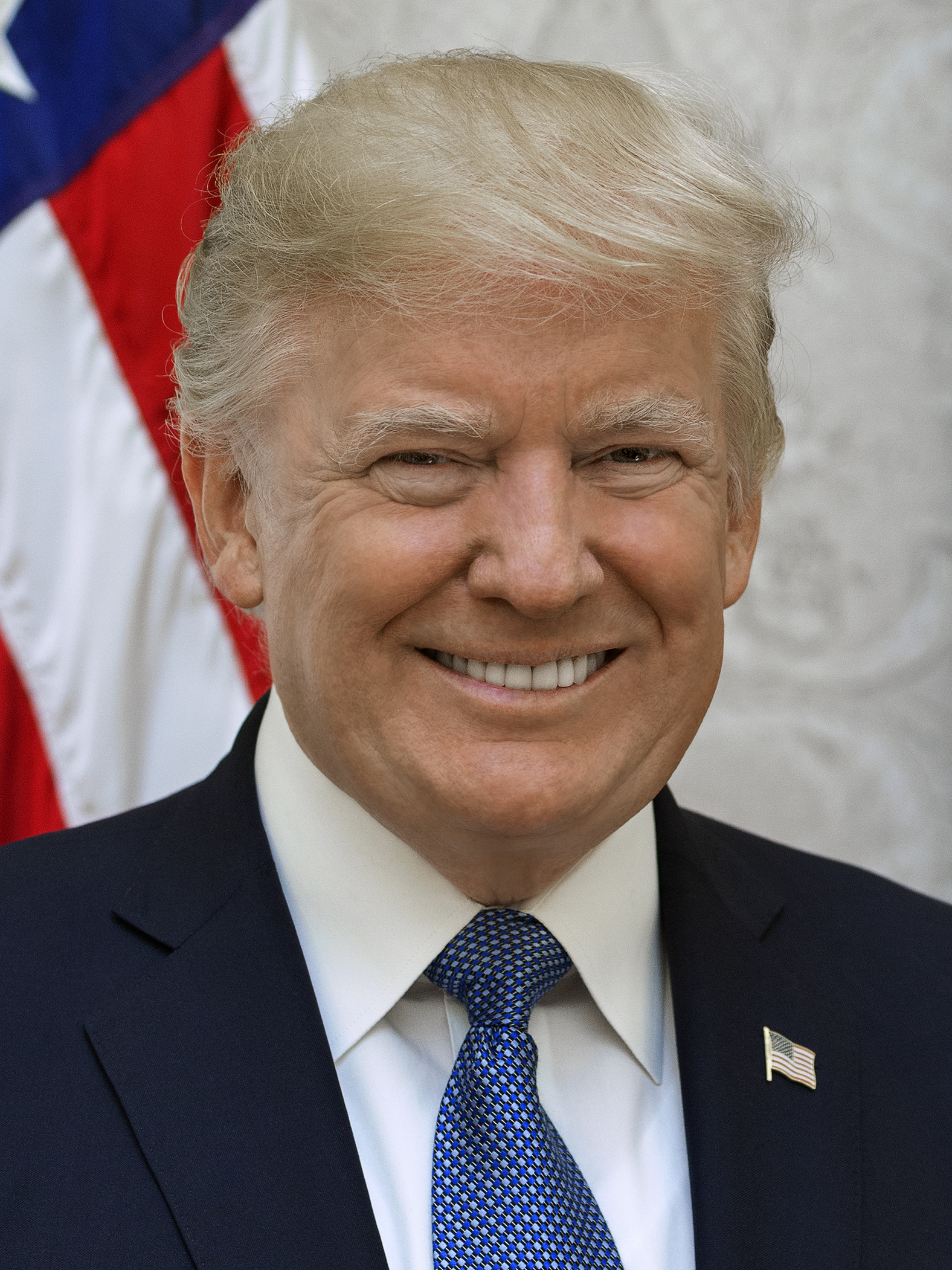
Donald Trump (Florida)
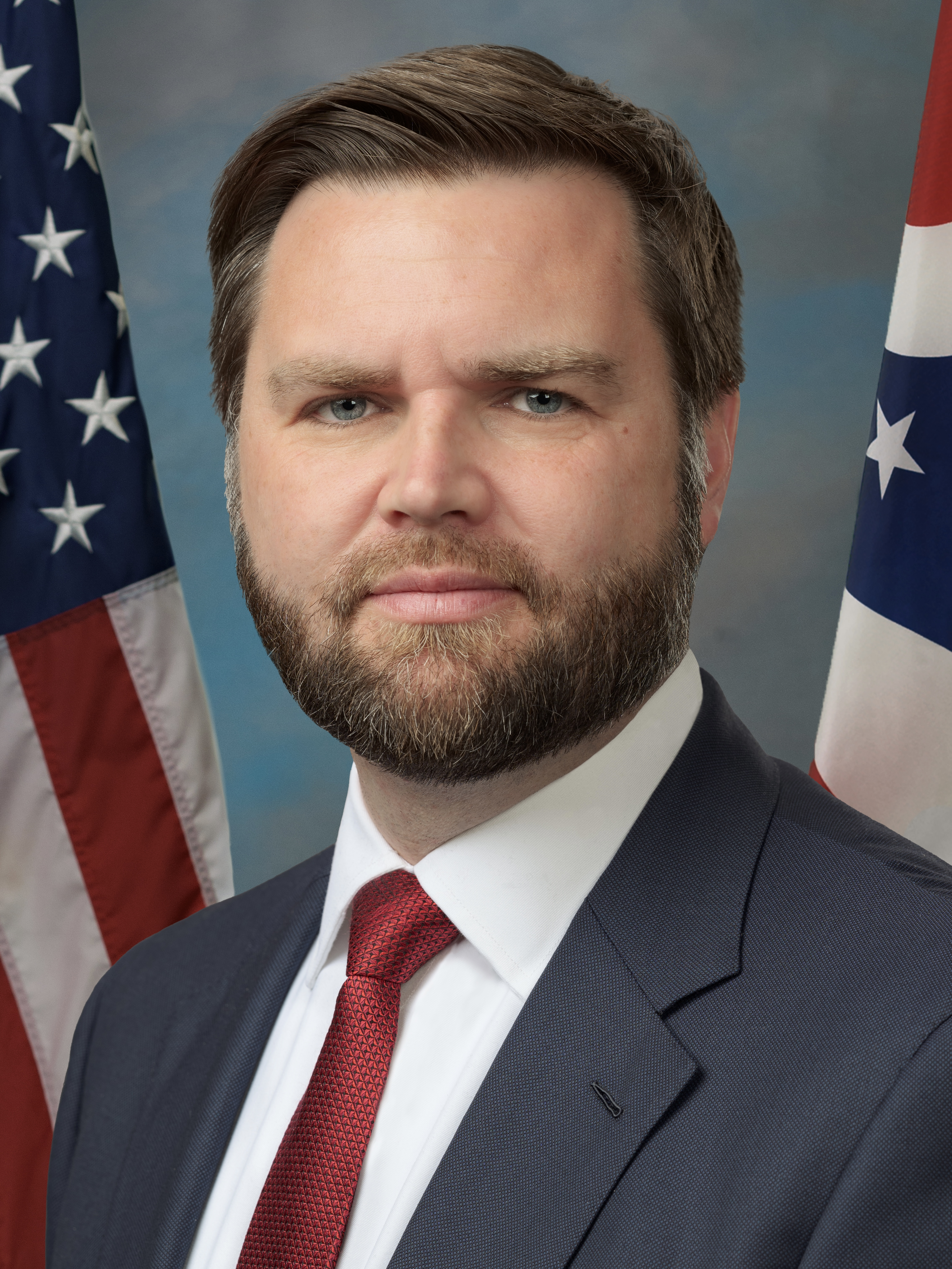
JD Vance (Ohio)

Nach Trumps Sieg bei den Vorwahlen im Bundesstaat Washington am 12. März 2024 erreichte er eine Mehrheit der Delegierten für den Parteitag der Republikaner und galt damit als „voraussichtlicher Kandidat“ der Republikaner (englisch presumptive nominee).
Während des ersten Tages der Republican National Convention am 15. Juli 2024 in Milwaukee wurde Trump als republikanischer Kandidat offiziell bestätigt. Mit den Delegiertenstimmen seines Heimatstaates Florida übersprang er während des „roll call“ (= namentliche Abstimmung aller Bundesstaaten) die nötige Mehrheit bei den Delegierten. Trump bekam 2387 Stimmen (bzw. 98,27 %) der insgesamt 2429 Delegierten, die zum Parteitag eingeladen waren. 41 weitere Stimmen wurden ebenfalls abgegeben, waren allerdings nicht für Trump (davon 19 von Delegierten aus dem Hauptstadtbezirk District of Columbia, 12 aus North Carolina, 6 aus Virginia und 4 aus Michigan). Lediglich ein Delegierter aus South Dakota nahm nicht an der Abstimmung teil. Die Delegierten wählten auch JD Vance per Akklamation (Handzeichen) zum Vizepräsidentschaftskandidaten der Republikaner. Am 17. Juli 2024 nahm Vance während einer Rede auf dem Parteitag seine Nominierung zum Vizepräsidentschaftskandidaten der Republikaner offiziell an. Am 18. Juli 2024 nahm auch Trump während einer Rede auf dem Parteitag seine Nominierung zum Präsidentschaftskandidaten der Republikaner offiziell an.
Ehemalige Kandidaten

- 11. November 2022 – Corey Stapleton, der ehemalige Secretary of State von Montana, gab seine Bewerbung bekannt. Am 13. Oktober 2023 beendete er seine Kandidatur.[51]
- 2. Februar 2023 – Steve Laffey, der ehemalige Bürgermeister von Cranston in Rhode Island, gab seine Kandidatur bekannt. Am 6. Oktober 2023 gab er das Ende seiner Kandidatur bekannt.[52]
- 14. Februar 2023 – Nikki Haley, die ehemalige Gouverneurin von South Carolina sowie ehemalige US-Vertreterin bei den Vereinten Nationen, gibt ihre Kandidatur bekannt.[53] Am 6. März 2024 beendete sie ihre Kandidatur, einen Tag nach dem Super Tuesday, an dem sie nur einen von 15 Staaten gewonnen hatte.[54]
- 21. Februar 2023 – Vivek Ramaswamy, ein in den Vereinigten Staaten geborener, indischstämmiger Buchautor sowie ehemaliger Biotechnologie- und Hedge-Fonds-Manager aus Ohio, gab seine Kandidatur bekannt.[55][56][57] Nach dem Caucus in Iowa beendete er am 15. Januar 2024 seine Kandidatur.[58]
- 2. März 2023 – Perry Johnson, ein Unternehmer und Autor aus Michigan, gab seine Kandidatur bekannt. Ende Oktober 2023 gab er das Rennen um die Präsidentschaft auf.[59]
- 2. April 2023 – Asa Hutchinson, der ehemalige Gouverneur von Arkansas (2015–2023), gab seine Kandidatur bekannt.[60] Am 16. Januar 2024 beendete er seine Kandidatur.[61]
- 20. April 2023 – Larry Elder, der Radiomoderator, Autor und Rechtsanwalt aus Kalifornien, gab seine Kandidatur bekannt. Ende Oktober 2023 gab er das Ende seiner Kandidatur bekannt.[62]
- 22. Mai 2023 – Tim Scott, US-Senator für South Carolina (seit 2013), gab seine Kandidatur bekannt. Am 12. November 2023 gab er den Ausstieg aus dem Rennen bekannt.[63]
- 24. Mai 2023 – Ron DeSantis, Gouverneur von Florida (seit 2019), gab seine Kandidatur bekannt.[64] Am 21. Januar 2024 beendete er seine Kampagne und gab seine Unterstützung für Donald Trump bekannt.[65]
- 5. Juni 2023 – Mike Pence, der ehemalige Vizepräsident der USA (2017–2021) und ehemalige Gouverneur von Indiana (2013–2017), gab seine Kandidatur bekannt. Am 28. Oktober 2023 beendete er seine Kandidatur.[66][67]
- 6. Juni 2023 – Doug Burgum, der Gouverneur von North Dakota, gab seine Kandidatur bekannt.[68] Am 4. Dezember 2023 beendete er seine Kandidatur.[69]
- 6. Juni 2023 – Chris Christie, der ehemalige Gouverneur von New Jersey (2010–2018) und Kandidat bei den Vorwahlen zur Präsidentschaftswahl im Jahr 2016, gab seine Kandidatur bekannt.[70] Am 10. Januar 2024 zog Christie die Kandidatur zurück.[71]
- 14. Juni 2023 – Francis Suarez, der Bürgermeister von Miami (Florida) (seit 2017), gab seine Kandidatur bekannt.[72] Am 29. August 2023 gab Suarez bekannt, seinen Wahlkampf ums Weiße Haus zu beenden.[73]
- 22. Juni 2023 – Will Hurd, der ehemalige Abgeordnete zum US-Repräsentantenhaus (2015–2021) für Texas, gab seine Kandidatur bekannt.[74] Am 9. Oktober 2023 beendete er seine Kampagne und gab seine Unterstützung für Nikki Haley bekannt.

### Libertäre Partei
Offizieller Kandidat

- Chase Oliver, Aktivist und Kandidat bei den Wahlen zum Senat der Vereinigten Staaten 2022 aus Georgia.[75] Am 26. Mai 2024 wurde Oliver offiziell mit über 60 Prozent von den Delegierten der Libertären Partei zum Präsidentschaftskandidaten gewählt. Mike ter Maat aus Virginia wurde von den Delegierten als Vizepräsidentschaftskandidat gewählt.[76] Die Kandidaten der Libertarian Party werden mit Stand August 2024 wahrscheinlich in mehr als 40 Bundesstaaten auf dem Stimmzettel stehen.

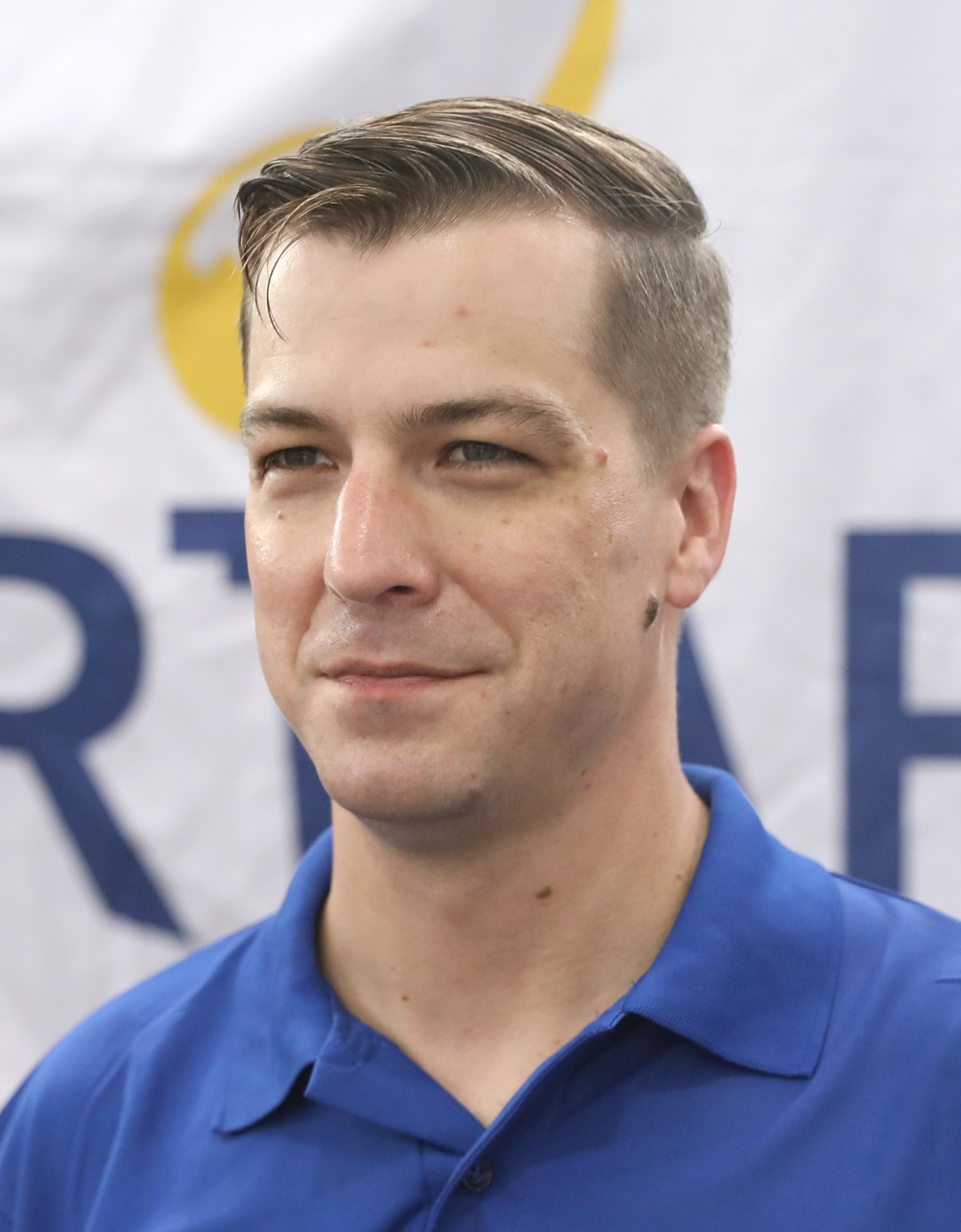
Chase Oliver (Georgia)
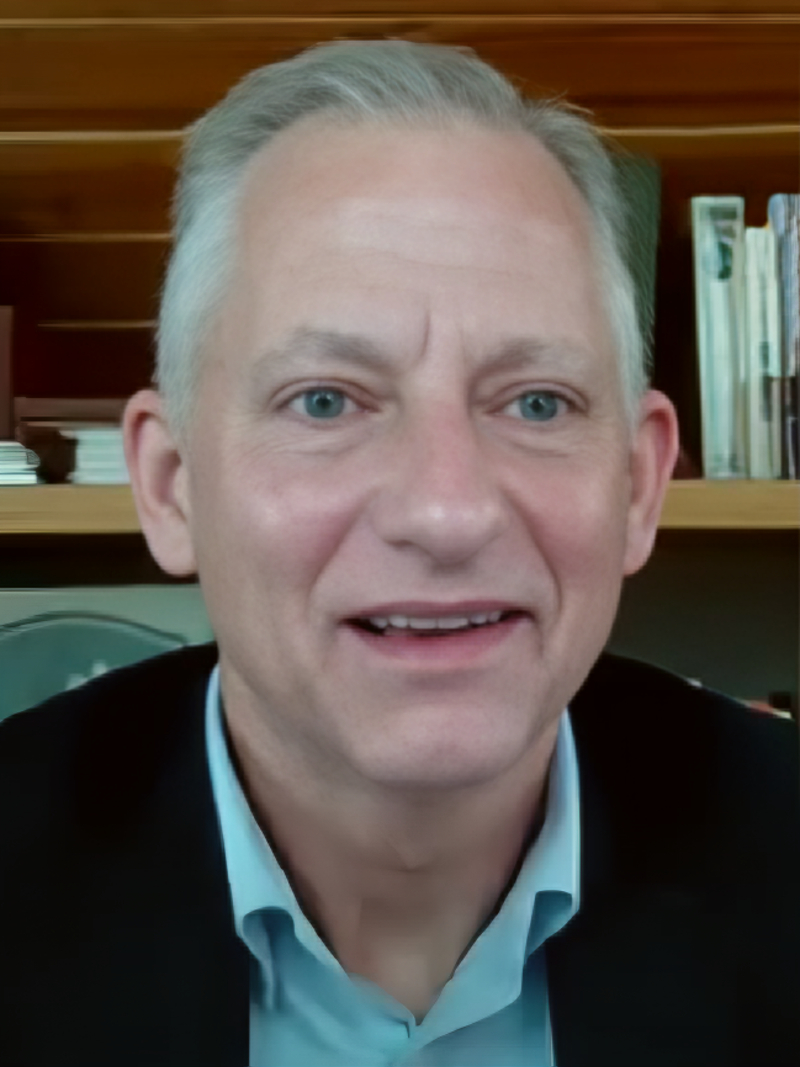
Mike ter Maat (Virginia)

### Grüne Partei
Offizielle Kandidatin

- Jill Stein, offizielle Präsidentschaftskandidatin der Grünen Partei 2016.[77] Am 16. August 2024 wurde bekannt, dass Stein den Professor für Geschichte, Afrika und Islam an der University of California, Santa Barbara, Rudolph „Butch“ T. Ware III, als ihren Vizepräsidentschaftskandidaten ausgewählt hatte.[78] Der Parteitag der Green Party fand vom 15. bis 18. August 2024 statt, auf dem Stein und ihr Vizepräsidentschaftskandidat offiziell gewählt wurden.[79] Die Kandidaten der Green Party werden mit Stand August 2024 wahrscheinlich in mehr als 30 Bundesstaaten auf dem Stimmzettel stehen.

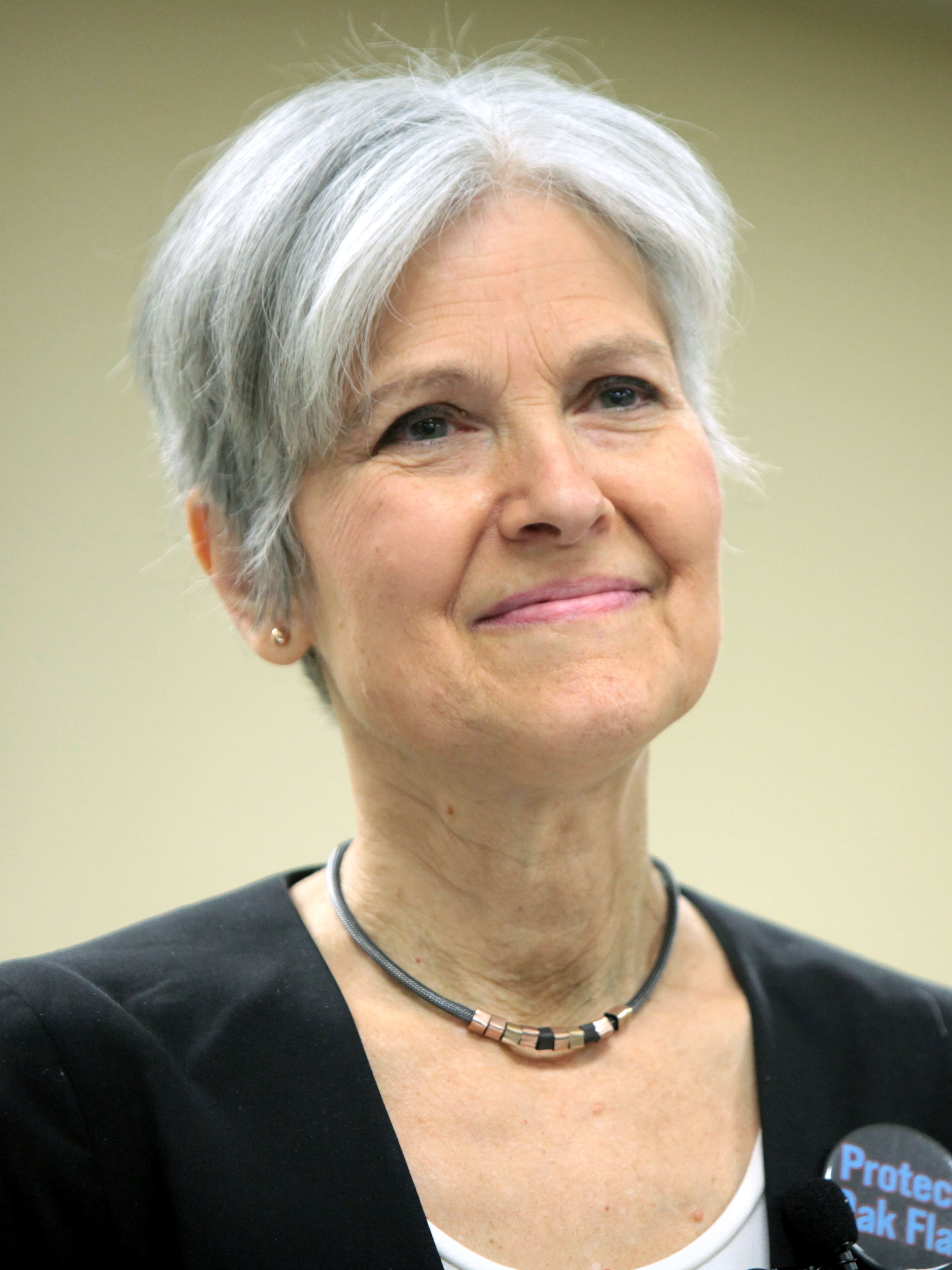
Jill Stein (Massachusetts)
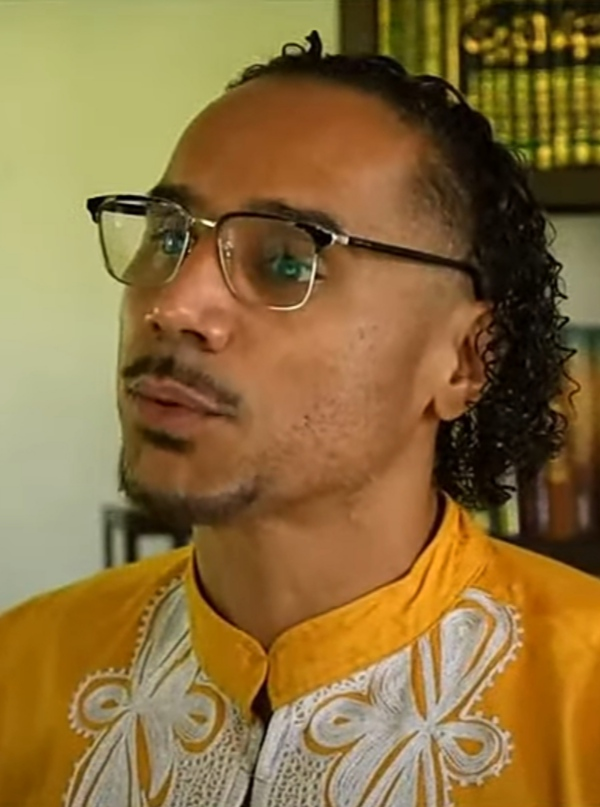
Butch Ware (Kalifornien)

### Unabhängige Kandidaten
Unabhängige Kandidaten konnten sich zwischen März und September 2024 für den Zugang zum Stimmzettel der 50 Bundesstaaten und der Hauptstadt Washington D.C. bewerben. Die Kriterien sind je nach Bundesstaat sehr unterschiedlich und reichen von weniger als 1000 Unterschriften bzw. lediglich einer Zahlung von 500 $ in Louisiana bis zu mehr als 219.000 Unterschriften in Kalifornien. Dementsprechend ist der organisatorische und finanzielle Aufwand für unabhängige Kandidaten enorm und nur wenige Kandidaten schaffen es auf die Stimmzettel von mehreren Bundesstaaten.
Hier eine Auswahl der aussichtsreichsten Kandidaten:
- Cornel West, der Professor und Philosoph aus Kalifornien, gab im Juni 2023 seine Kandidatur bekannt.[83][84] Am 10. April 2024 wurde die Professorin, Philosophin, Autorin und Sozialarbeiterin Melina Abdullah (ebenfalls aus Kalifornien) als Vizepräsidentschaftskandidatin von West vorgestellt.[85] West/Abdullah werden mit Stand August 2024 wahrscheinlich in etwa 15 Bundesstaaten auf dem Stimmzettel stehen.

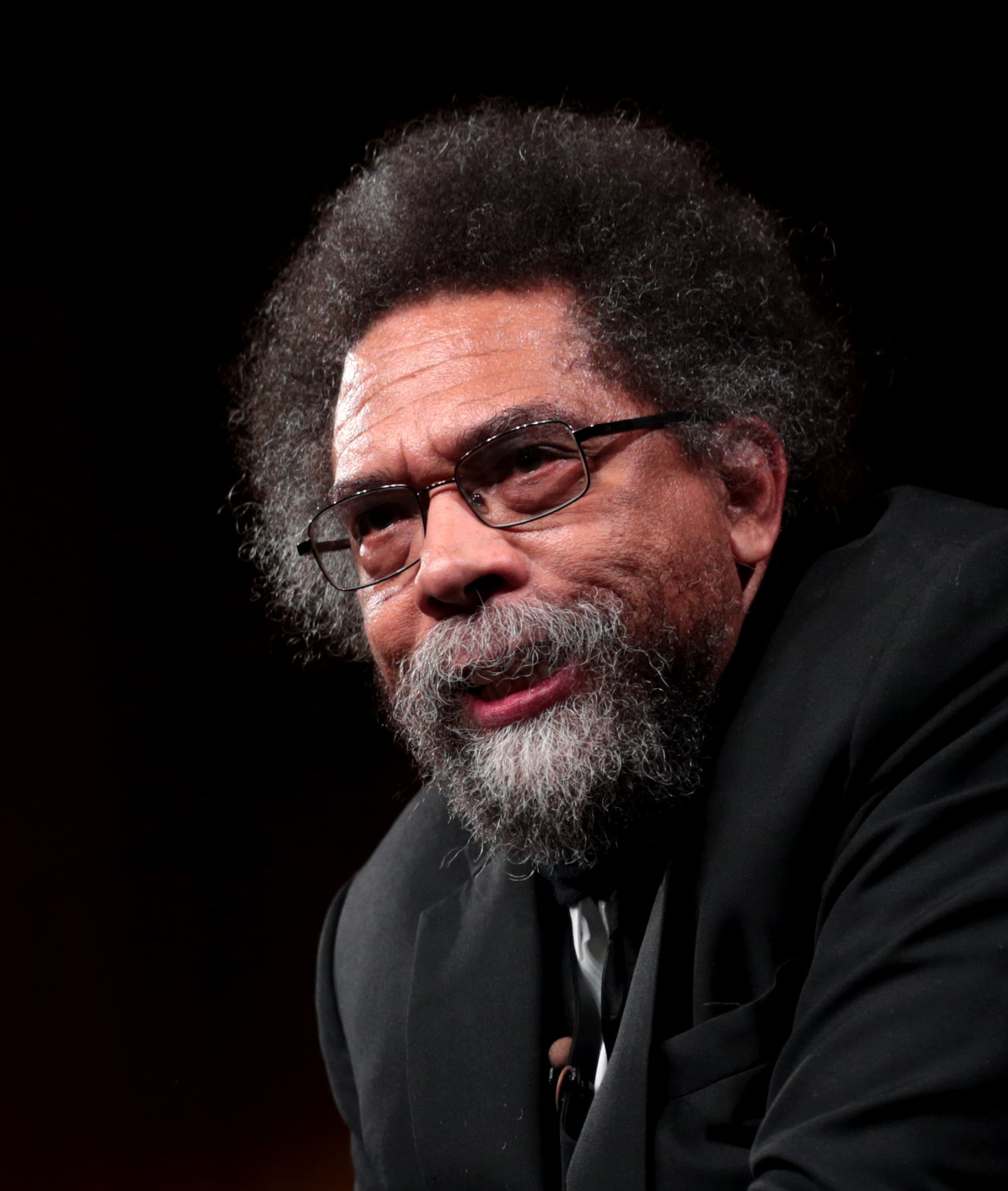
Cornel West (Kalifornien)
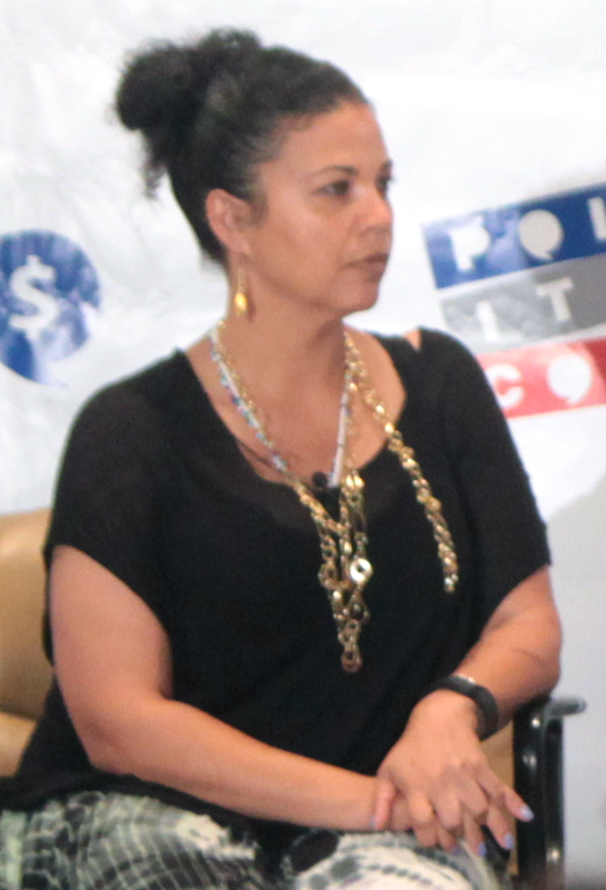
Melina Abdullah (Kalifornien)

Kandidatur teilweise ausgesetzt (campaign suspended)

- Robert F. Kennedy Jr., der Rechtsanwalt, Umweltaktivist, Autor und Neffe des US-Präsidenten John F. Kennedy aus Kalifornien, reichte Anfang April 2023 seine Kandidatur für die Demokraten ein.[38] Er entschied sich aber im Oktober desselben Jahres dazu, als parteiloser Kandidat anzutreten.[39] Ende März 2024 wurde die Unternehmerin, Anwältin und Philanthropin Nicole Shanahan (ebenfalls aus Kalifornien) als Vizepräsidentschaftskandidatin von Kennedy vorgestellt.[86][87] Mit Stand August hatten Kennedy/Shanahan laut eigenen Angaben genügend Unterschriften in 45 der 50 Bundesstaaten und in Washington D.C. gesammelt, um auf den Stimmzetteln zu stehen. Die Unterschriften müssen allerdings von den jeweiligen Staaten noch verifiziert werden – ein Prozess, der erst Mitte bzw. Ende September in allen Staaten abgeschlossen ist.[88] Im August 2024 verfügte eine Richterin des New York Supreme Court die, wie Kennedy beklagte, Mitglied der demokratischen Partei ist, dass Kennedy bei der Präsidentschaftswahl wegen einer offensichtlichen Falschaussage bei seinem Wahlantrag nicht im Bundesstaat New York gewählt werden kann, da er New York als Wohnsitz angegeben hatte, obwohl er in Kalifornien sesshaft sei.[89] Kennedy kündigte an, in Berufung zu gehen. Reportern hatte er mitgeteilt, dass eine Disqualifikation in New York zu Klagen in anderen Bundesstaaten führen könnte, wo in seinen Kandidaturdokumenten dieselbe New Yorker Adresse angegeben war.[90] Am 23. August 2024 gab Kennedy auf einer Pressekonferenz bekannt, dass er seine Kandidatur teilweise einstellt, was bedeutet, dass er durch Verzichtserklärungen in ca. 10 umkämpften Swing States nicht auf dem Stimmzettel stehen würde, in den restlichen Bundesstaaten wird er allerdings nach eigenen Angaben wählbar sein. Zugleich gab er auch seine Unterstützung für Donald Trump bekannt.[91] Nach seiner Pressekonferenz wollte Kennedy seinen Namen von den Stimmzetteln in den Swing States entfernen lassen. Dies gelang Kennedy nur in Arizona, Nevada und Pennsylvania. In North Carolina, Michigan und Wisconsin entschieden allerdings die Wahlbehörden, dass Kennedy weiter auf den Stimmzetteln bleiben müsse. In diesen drei Staaten erhob Kennedy Klage, um doch noch vom Stimmzettel entfernt zu werden. Am 9. September entschied der North Carolina Supreme Court, dass Kennedys Name entfernt werden muss. Die Entscheidung führte zu einer Verzögerung beim Beginn der Briefwahl, in North Carolina, die bereits am Freitag, dem 6. September hätte beginnen sollen, um bis zu zwei Wochen, da die Wahlzettel neu gedruckt werden mussten.[92] Eine Klage auf Entfernung des Namens wurde für Michigan gerichtlich letztinstanzlich am 9. September 2024 durch den Michigan Supreme Court abgelehnt.[93] Auch vor einem Bundes- und Bundesberufungsgericht klagte er erfolglos auf Entfernung seines Namens von den Stimmzetteln in Michigan.[94] Anfang September erhob er auch in Wisconsin eine Klage, um nicht auf dem Stimmzettel zu stehen.[95] Der Rechtsstreit wurde schließlich am 27. September 2024 vom Wisconsin Supreme Court dahingehend entschieden, dass Kennedy auf den Stimmzetteln in Wisconsin blieb.[96] Am 5. September 2024 gab Kennedy bekannt, seinen Namen auch von Stimmzetteln in republikanischen Bundesstaaten zurückziehen zu wollen. Gleichzeitig kämpfte er weiter, um in New York zugelassen zu werden. Am 27. September 2024 wies der US Supreme Court das Begehren letztinstanzlich ab.[97] Am 29. Oktober 2024 wies der US Supreme Court Kennedys Beschwerden gegen das Beibehalten in Michigan und Wisconsin wie bei Eilanträgen üblich ohne Begründung ab; die Staaten hatten argumentiert, dass es zu spät sei, die Stimmzettel zu ändern.[98] Mit Stand 5. Oktober 2024 wird Kennedy damit in mindestens 20 Bundesstaaten vom Stimmzettel gestrichen: Arizona, Florida, Georgia, Hawaii, Maine, Massachusetts, Missouri, Nebraska, Nevada, New Hampshire, New York, North Carolina, North Dakota, Ohio, Pennsylvania, South Carolina, Texas, Utah, Virginia und Wyoming.[99]

## Vorwahlen der Demokraten

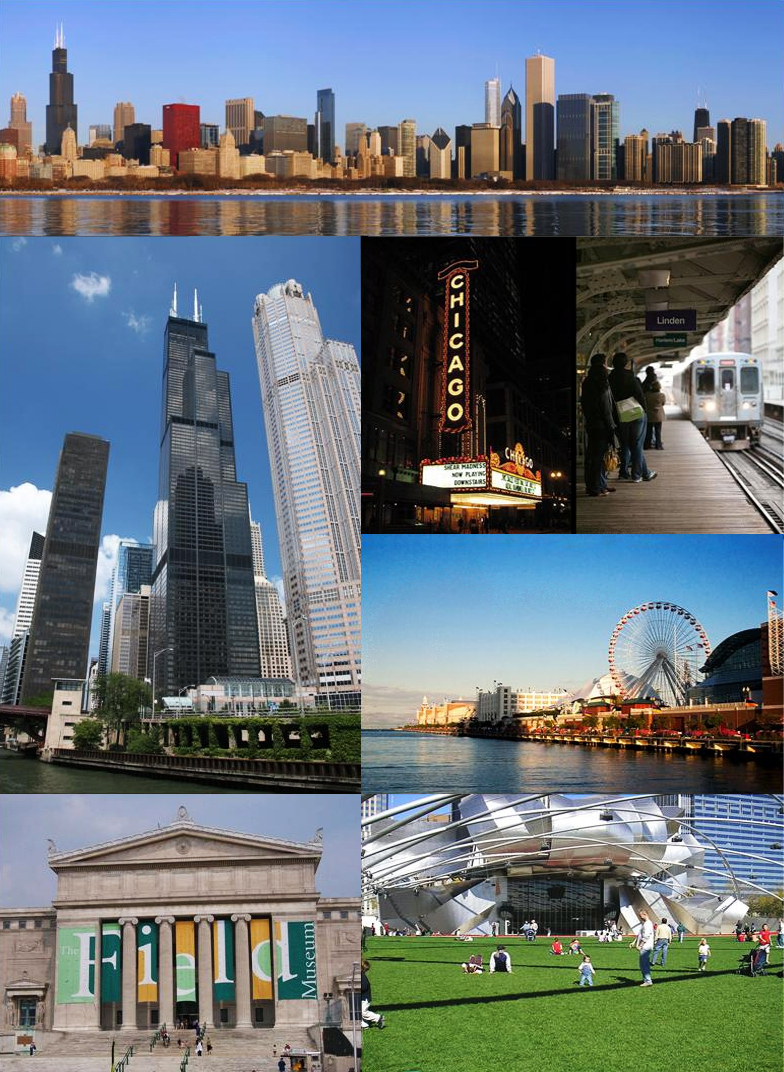
Chicago

Die parteiinternen Vorwahlen der Demokraten werden zwischen Januar und Juni 2024 abgehalten. Der genaue Kalender wurde von den Parteigremien bis Herbst 2023 erstellt. Die erste Frist, bis zu der sich Kandidaten für eine Vorwahl anmelden mussten, um auf dem Stimmzettel zu stehen, war bereits am 16. Oktober 2023 abgelaufen. Bis dahin mussten sich Kandidaten in Nevada bei der Wahlbehörde des Bundesstaates registrieren, um bei der Vorwahl am 6. Februar 2024 antreten zu können.
Die erste Vorwahl begann bereits postalisch am 12. Januar 2024 in Iowa, deren Ergebnis wird aber erst am 5. März 2024 im Rahmen des Super Tuesday bekannt gegeben, da Iowa mit einem früheren Termin im Januar gegen den Vorwahlplan der Demokraten verstoßen hätte. Am Super Tuesday werden in mehr als 15 Bundesstaaten und Territorien Vorwahlen abgehalten.
In New Hampshire, wo die Vorwahlen am 23. Januar 2024 stattfanden, trat Biden nicht an und stand damit nicht auf dem Stimmzettel. Die Wähler konnten Biden allerdings in ein ausgewiesenes Feld auf dem Stimmzettel hinein schreiben, um für ihn zu stimmen (eine sogenannte „write-in“-Stimme). Im Vorfeld wurde von der Demokratischen Partei klargemacht, dass New Hampshire mit diesem frühen Datum den Vorwahlplan missachtete, der auf Vorschlag Bidens am 3. Februar 2024 in South Carolina startete. Da in New Hampshire die Republikaner regieren, wurden die Vorwahltermine allerdings von diesen festgesetzt. Der republikanische Wahlleiter von New Hampshire setzte den 23. Januar 2024 als Wahltermin fest, was einem Verstoß der demokratischen Richtlinien gleichkam, dementsprechend entschied Biden in dem Bundesstaat nicht anzutreten. Bei den demokratischen Vorwahlen in New Hampshire wurden damit durch den Termin-Verstoß keine Delegierten an demokratische Kandidaten vergeben.
Damit war die Vorwahl in South Carolina am 3. Februar 2024 die erste, bei der Delegierte vergeben wurden. Am 6. Februar folgten die Vorwahl in Nevada und am 27. Februar die Vorwahl in Michigan. Am darauffolgenden Super Tuesday am 5. März werden die meisten Delegiertenstimmen vergeben.
Der Nominierungsparteitag der Demokraten (die sogenannte Democratic National Convention) fand vom 19. bis 22. August 2024 in Chicago, Illinois, statt. Auf dem Parteitag wurden sowohl der demokratische Präsidentschaftskandidat als auch der Vizepräsidentschaftskandidat von den Delegierten gewählt, das Wahlprogramm verabschiedet und der Wahlkampf für die Hauptwahl offiziell eingeläutet.

### Wahlkampf und Ergebnisse
In einer Umfrage von „Morning Consult“, die Anfang April 2023 durchgeführt wurde, kam Biden auf 70 %, Kennedy auf 10 %, Williamson auf 4 % und „Sonstige“ auf 8 %.
Im Frühjahr und Sommer 2023 geriet Biden aufgrund von Ermittlungen des Justizministeriums in einer Aktenaffäre und gegen seinen Sohn Hunter Biden zunehmend unter Druck.
In den Umfragen konnte Biden seine Zustimmungswerte mit Stand September 2023 bei etwa 65 % stabilisieren, während Kennedy aufgrund von eigenen Kontroversen auf etwa 10–15 % zurückfiel. Williamson lag weiterhin bei etwa 5–10 %.
Anfang Oktober 2023 gab Kennedy das Ende seiner demokratischen Kandidatur bekannt und bewarb sich stattdessen als Unabhängiger für die Hauptwahl. Am 26. Oktober 2023 gab der US-Kongressabgeordnete Dean Phillips seine Kandidatur bekannt.
Vorwahlen in New Hampshire

Für die ersten Vorwahlen der Demokraten in New Hampshire am 23. Januar 2024 gab Dean Phillips mehr als 5 Millionen $ an Wahlwerbung aus und erreichte in Umfragen Mitte Januar 10–32 % gegen Amtsinhaber Joe Biden, der zwar nicht auf dem Stimmzettel stand, von den Wählern aber hineingeschrieben werden konnte. Experten gingen zwar davon aus, dass Biden die Vorwahl in New Hampshire deutlich gewinnen wird – auch ohne offiziell zu kandidieren. Allerdings könnte das Wahlergebnis von Joe Biden, sowie das von seinen Herausforderern Dean Phillips und Marianne Williamson, für den weiteren Verlauf der demokratischen Vorwahlen richtungsweisend sein.
Am 23. Januar 2024 konnte Biden die Vorwahl klar gewinnen: nach Auszählung von mehr als 95 % der Stimmbezirke lag Biden bei 63,9 %, Phillips bei 19,6 % und Williamson bei 4,0 %. Auf sonstige Kandidaten, die per eingeschriebenen Stimmen (englisch „write-in-votes“) von Wählern eingetragen wurden, entfielen 8,3 %. Sonstige Kandidaten, die auf dem Stimmzettel standen, erhielten insgesamt 4,2 %. Obwohl Biden die Vorwahl deutlich gewinnen konnte, blieben sowohl Phillips als auch Williamson vorerst weiter im Rennen.
Vorwahlen in South Carolina

In der Vorwahl am 3. Februar 2024 traten Biden, Phillips und Williamson an. Andere Kandidaten konnten die Kriterien für einen Antritt nicht erfüllen. An der Vorwahl konnten alle in South Carolina registrierten Wähler teilnehmen, unabhängig von ihrer Parteizugehörigkeit. In einer Umfrage des Emerson College vom 5. Januar 2024 lag Biden bei 69 %, Phillips bei 5 % und Williamson bei 3 %, während 22 % noch unentschlossen waren.
Nach Auszählung aller Stimmen konnte Biden die Vorwahl mit 96,2 % gewinnen, während auf Williamson 2,1 % und auf Phillips 1,7 % entfielen. Insgesamt wurden etwa 131.000 Stimmen abgegeben, was einer Wahlbeteiligung von 4 % entsprach. Sowohl Phillips als auch Williamson gaben bekannt, zumindest bis zur Vorwahl in Michigan am 27. Februar 2024 weiter im Rennen bleiben zu wollen.
Vorwahlen in Nevada

Bei den Vorwahlen in Nevada am 6. Februar 2024 traten Biden und Williamson an. Phillips stand nicht auf dem Stimmzettel, da er erst nach Ablauf der Registrierungsfrist in Nevada ins Rennen eingestiegen ist. Nach Auszählung der meisten Stimmen lag Biden bei 89 %, Williamson bei 3 %, sonstige Kandidaten bei 2 % und die Option „Keine dieser Kandidaten“ bei 6 %. Einen Tag danach, am 7. Februar 2024, gab Marianne Williamson das Ende ihrer Kandidatur bekannt.
Vorwahlen in Michigan

Die Vorwahlen in Michigan fanden am 27. Februar statt. Auf dem Stimmzettel standen Biden, Phillips, Williamson (bereits aus dem Rennen) und „Uncommitted“ (in etwa „ungebunden“). Experten gingen davon aus, dass in Michigan (wo viele Wähler mit arabischem Hintergrund leben), die Option „Uncommitted“ starken Zuspruch bekommen würde, da im Vorfeld der Wahl viele arabische Politiker und Aktivisten aufgrund von Bidens Israel/Palästina-Politik zur Wahl dieser Option aufgerufen hatten.
Biden konnte die Vorwahl mit 81 Prozent deutlich gewinnen, auf „Uncommitted“ entfielen 13 Prozent, auf Williamson und Phillips jeweils 3 Prozent.
Einen Tag danach, am 28. Februar 2024, gab Marianne Williamson den Wiedereinstieg ins Rennen bekannt.
Vorwahlen am „Super Tuesday“

Am Dienstag, dem 5. März 2024, fanden Vorwahlen der Demokraten in insgesamt 15 Bundesstaaten und einem Überseegebiet statt. Dies sind: Alabama, Arkansas, Colorado, Iowa, Kalifornien, Maine, Massachusetts, Minnesota, North Carolina, Oklahoma, Tennessee, Texas, Utah, Vermont, Virginia und Amerikanisch-Samoa.
| Bundesstaat        | Joe Biden | Jason Palmer | Dean Phillips | Marianne Williamson | Sonstige | Enthaltung |
| ------------------ | --------- | ------------ | ------------- | ------------------- | -------- | ---------- |
| Alabama            | 89,5 %    |              | 4,5 %         |                     |          | 6,0 %      |
| Arkansas           | 88,5 %    |              | 2,9 %         | 4,8 %               | 3,9 %    |            |
| Colorado           | 82,5 %    |              | 3,0 %         | 2,9 %               | 1,8 %    | 9,0 %      |
| Iowa               | 90,4 %    |              | 2,9 %         | 2,2 %               |          | 4,5 %      |
| Kalifornien        | 89,1 %    |              | 4,1 %         | 2,8 %               | 4,1 %    |            |
| Maine              | 92,8 %    |              | 7,2 %         |                     |          |            |
| Massachusetts      | 82,8 %    |              | 4,6 %         | 3,2 %               |          | 9,4 %      |
| Minnesota          | 70,7 %    | 0,3 %        | 7,8 %         | 1,4 %               | 0,8 %    | 19,0 %     |
| North Carolina     | 87,3 %    |              |               |                     |          | 12,7 %     |
| Oklahoma           | 73,0 %    |              | 8,9 %         | 9,1 %               | 9,0 %    |            |
| Tennessee          | 92,1 %    |              |               |                     |          | 7,9 %      |
| Texas              | 84,6 %    |              | 2,7 %         | 4,4 %               | 8,3 %    |            |
| Utah               | 86,8 %    |              | 4,5 %         | 5,2 %               | 3,5 %    |            |
| Vermont            | 89,5 %    | 0,6 %        | 3,1 %         | 4,5 %               | 2,3 %    |            |
| Virginia           | 88,5 %    |              | 3,5 %         | 8,0 %               |          |            |
| Amerikanisch-Samoa | 44,0 %    | 56,0 %       | 0,0 %         |                     |          |            |

Vorwahlen nach dem „Super Tuesday“

Nach dem Super Tuesday gab Phillips das Ende seiner Kandidatur bekannt und unterstützte Biden. Williamson und Palmer blieben zwar im Rennen, es wurde aber erwartet, dass Biden bei den Vorwahlen am 12. März die Mehrheit der Delegierten für den Parteitag der Demokraten erreichen würde. Nach Bidens Sieg bei den Vorwahlen in Georgia konnte er eine Mehrheit der Delegierten für den Parteitag der Demokraten erreichen und galt damit als „voraussichtlicher Kandidat“ der Demokraten (englisch presumptive nominee). Am 21. Juli 2024 verkündete Biden, seine Kandidatur zurückzuziehen.

## Vorwahlen der Republikaner

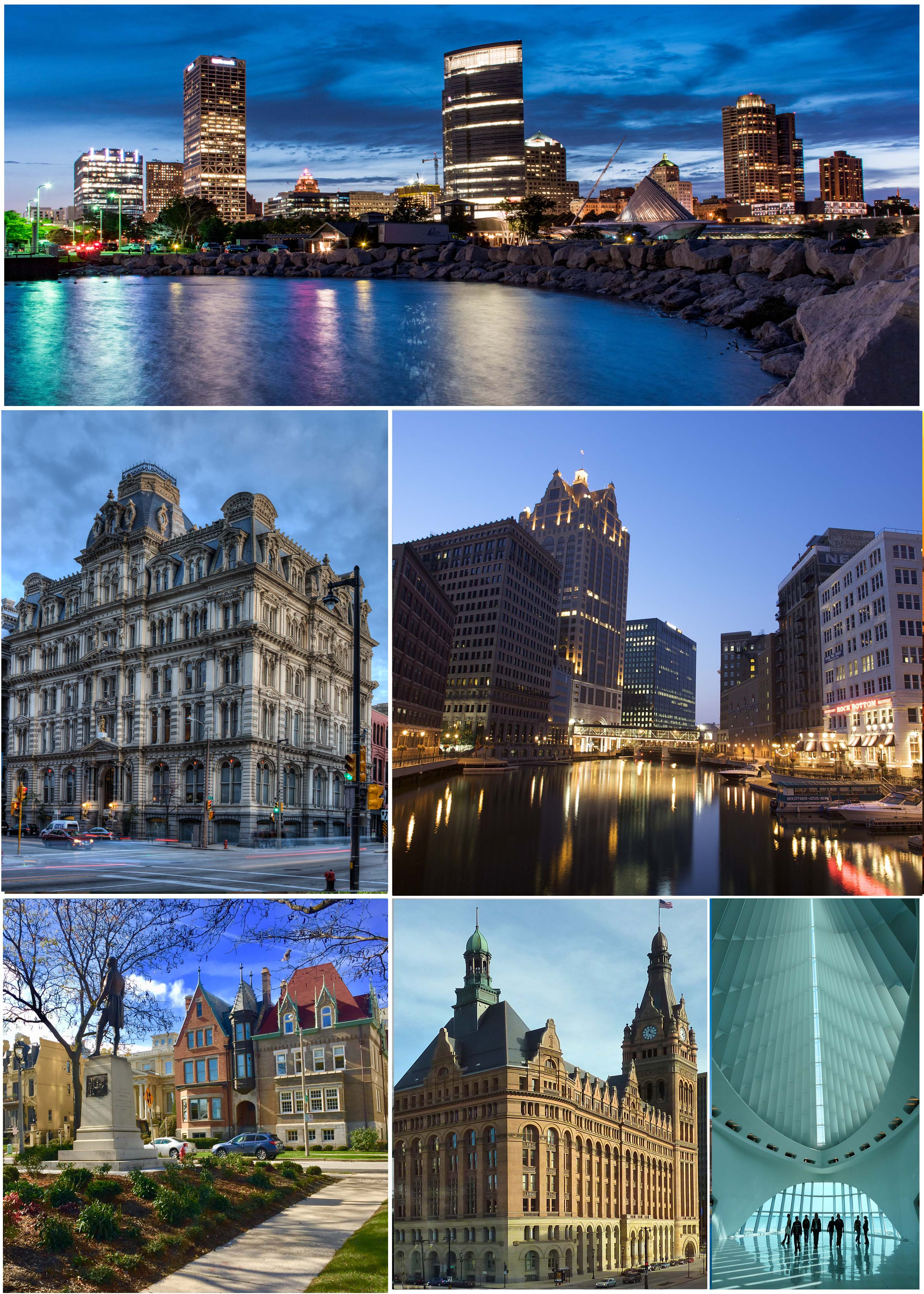
Milwaukee

Die parteiinternen Vorwahlen der Republikaner wurden zwischen Januar und Juni 2024 abgehalten. Die Vorwahlen der Republikaner begannen am 15. Januar 2024 mit dem Caucus in Iowa. Die erste Frist, bis zu der sich Kandidaten für eine Vorwahl anmelden mussten, um auf dem Stimmzettel zu stehen, war bereits am 15. Oktober 2023 abgelaufen. Bis dahin mussten sich Kandidaten in Nevada bei der Wahlbehörde des Bundesstaates registrieren, um bei der Vorwahl am 8. Februar 2024 antreten zu können. Nach dem 15. Januar mit Iowa als erster Abstimmung wurde am 23. Januar 2024 in New Hampshire gewählt. Es folgten Nevada am 6. und 8. Februar, South Carolina am 24. Februar und Michigan am 27. Februar. Danach folgen Idaho und Missouri am 2. März, die Hauptstadt Washington am 3. März und North Dakota am 4. März. Der Super Tuesday mit Vorwahlen in mehr als 15 Bundesstaaten findet am 5. März 2024 statt.
Der Nominierungsparteitag der Republikaner (die sogenannte Republican National Convention) fand vom 15. bis 18. Juli 2024 in Milwaukee, Wisconsin, statt. Auf dem Parteitag wurden sowohl der republikanische Präsidentschaftskandidat als auch der Vizepräsidentschaftskandidat von den Delegierten gewählt, das Wahlprogramm (Agenda 47) verabschiedet und der Wahlkampf für die Hauptwahl offiziell eingeläutet.

### Wahlkampf und Ergebnisse
In Umfragen vom März 2023 lag der ehemalige Präsident Donald Trump landesweit deutlich vor seinem potenziellen Herausforderer Ron DeSantis, in einigen lag aber auch DeSantis vorne – ebenso in einigen Bundesstaaten, die als erste in den USA die Vorwahlen abhalten werden. Beide kamen auf Wähleranteile von je 30 bis 50 %, während andere Kandidaten wie Nikki Haley oder der potenzielle Kandidat Mike Pence jeweils auf weniger als 10 % Zustimmung bei den republikanischen Wählern kamen.
Mitte April 2023 konnte Trump seinen Wähleranteil bei den Republikanern landesweit auf 50 bis 60 % ausbauen, während DeSantis auf 20 bis 30 % zurückfiel. Auch in den Bundesstaaten Iowa, New Hampshire und South Carolina, die traditionell als erste abstimmen, lag Trump nun deutlich vor DeSantis.
Anklageerhebungen gegen Donald Trump

Ende März bzw. Anfang April 2023 erhielt der Vorwahlkampf der Republikaner neue Brisanz durch die Anklage gegen Donald Trump in New York in Bezug auf mutmaßliche Schweigegeldzahlungen an die Pornodarstellerin Stormy Daniels, mit dem Ziel, den damaligen Präsidentschaftswahlkampf Trumps 2016 nicht zu gefährden. Schweigegeldzahlungen sind nach US-Recht nicht illegal, wenn sie aber die Wahlkampagne eines Kandidaten beeinflussen bzw. Wahlkampfgelder dafür verwendet werden, sind sie allerdings sehr wohl illegal und strafbar. Während Umfragen unter Republikanern eine Solidarisierung mit Trump zeigten („politisch motivierte Hexenverfolgung“) und sein Vorsprung gegenüber DeSantis anstieg, war die Meinung in der Gesamtbevölkerung zu Trump und seinen strafrechtlichen Vorwürfen eher polarisierend ausgeglichen bzw. tendenziell negativ.
Am 8. Juni 2023 wurde Trump in einem weiteren Verfahren angeklagt (siehe Anklage gegen Donald Trump wegen des Umgangs mit offiziellen Unterlagen). Zu diesem Zeitpunkt waren bereits neun weitere namhafte Kandidaten ins Rennen um die republikanische Kandidatur eingestiegen, Trump lag in allen Umfragen aber weiterhin deutlich vor allen anderen Bewerbern. Im ersten Halbjahr 2023 hatte Trump aufgrund zahlreich laufender juristischer Verfahren rund 40,2 Millionen Dollar für Anwaltskosten ausgegeben.
Am 1. August 2023 erfolgte eine weitere Anklage gegen Trump (siehe Anklage des Sonderermittlers des US-Justizministeriums wegen Behinderung der Amtsübergabe).
Am 14. August 2023 wurde Trump im Bundesstaat Georgia erneut angeklagt (siehe Anklage des Bundesstaates Georgia wegen versuchter Wahlbeeinflussung).
Erste republikanische Fernsehdebatte

Die erste Fernsehdebatte der Republikaner fand am 23. August 2023 in Milwaukee, Wisconsin, statt. Laut den Kriterien zur Teilnahme an der Debatte mussten sich die Kandidaten zunächst schriftlich dazu verpflichten, den zukünftigen Kandidaten der Republikaner bei der Hauptwahl zu unterstützen und nicht als Unabhängige gegen diesen anzutreten, sollten sie die Vorwahlen verlieren. Weitere Kriterien zur Zulassung waren die Unterstützung von mindestens 1 % in mehreren von der Republikanischen Partei genehmigten Umfragen im Vorfeld der Debatte und ausreichend Spendeneinnahmen von Kleinspendern in einer ausreichenden Anzahl von Bundesstaaten. Am 22. August 2023 gab die Republikanische Partei bekannt, dass mit Ablauf der Bewerbungsfrist acht Kandidaten die Kriterien zur Teilnahme an der Debatte erfüllt hatten: DeSantis, Ramaswamy, Scott, Christie, Haley, Burgum, Pence und Hutchinson. Donald Trump hatte sich bereits im Vorfeld geweigert, die schriftliche Verpflichtung (pledge) zur Unterstützung des letztendlichen republikanischen Kandidaten zur Hauptwahl zu unterschreiben, was ihn bereits von der Teilnahme an der Debatte ausgeschlossen hätte. Trump hatte zuvor aber auch schon angekündigt, dass er aufgrund seines großen Vorsprungs in den Umfragen mit großer Wahrscheinlichkeit sowieso nicht an der Debatte teilnehmen werde. Am 18. August 2023 gab Trump dann bekannt, dass er nicht an der ersten TV-Debatte teilnehmen und stattdessen ein TV-Interview geben werde.
Am 29. August 2023 gab der amtierende Bürgermeister von Miami, Francis Suarez, als erster Republikaner das Ende seiner Präsidentschaftskandidatur bekannt, nachdem er es zuvor nicht geschafft hatte, sich für die TV-Debatte zu qualifizieren.
Zweite republikanische Fernsehdebatte

Am 28. September 2023 fand in Simi Valley (Kalifornien) die zweite Fernsehdebatte der republikanischen Kandidaten statt. Donald Trump, der weiterhin aussichtsreichste Kandidat, nahm erneut nicht an der Debatte teil. Die an der Debatte teilnehmenden sieben Kandidaten waren DeSantis, Ramaswamy, Scott, Christie, Haley, Burgum und Pence.
Im Oktober 2023 beendeten insgesamt sechs Republikaner ihre Wahlkampagne, darunter der ehemalige Vizepräsident Mike Pence, woraufhin noch neun Kandidaten im Rennen verblieben.
Anfang November 2023 konnte Trump seine Zustimmungswerte in den Umfragen auf mehr als 60 Prozentpunkte ausbauen, während DeSantis weiter auf 10 bis 15 Prozent zurückfiel. Von den weiteren Kandidaten konnte US-weit lediglich Haley in den letzten Monaten einen Zugewinn auf 5 bis 10 Prozent verbuchen, in einigen Staaten die früh abstimmen, sogar auf bis zu 20 Prozent Zustimmung – was allerdings immer noch deutlich weniger Zustimmung war als für Trump.
Dritte republikanische Fernsehdebatte

Die dritte Fernsehdebatte der Republikaner fand am 8. November 2023 in Miami, Florida, statt. An der Debatte nahmen Christie, Haley, DeSantis, Ramaswamy und Scott teil. Donald Trump nahm erneut nicht daran teil.
Am 13. November 2023 gab Tim Scott das Ende seiner Kandidatur bekannt. In den republikanischen Meinungsumfragen rangierte er zuletzt bei etwa 4 % und lag unter den republikanischen Kandidaten an fünfter Stelle sowie sehr deutlich hinter Donald Trump. Am 4. Dezember 2023 folgte ihm Doug Burgum, nachdem es unwahrscheinlich geschienen hatte, dass er sich für die vierte Debatte qualifizieren könnte.
Vierte republikanische Fernsehdebatte

Die vierte Fernsehdebatte der Republikaner fand am 6. Dezember 2023 in Tuscaloosa, Alabama, statt. Die Kriterien für die Teilnahme waren die bislang strengsten: jeder Teilnehmer musste mindestens 80.000 private Geldgeber und 6 % Zustimmung in mehr als zwei nationalen Meinungsumfragen vorweisen. Das Feld der Kandidaten war auf nur noch vier Personen zusammengeschrumpft: Haley, Christie, DeSantis und Ramaswamy. Donald Trump, nach den Meinungsumfragen weiterhin aussichtsreichster Kandidat, war auch dieses Mal nicht anwesend.
Versuch der Disqualifikation von Donald Trump in Colorado und Maine

Am 19. Dezember 2023 wurde Donald Trump in Colorado vom Colorado Supreme Court von der Kandidatur an der Vorwahl ausgeschlossen, da er sich beim Sturm auf das Kapitol in Washington 2021 an einem Aufstand beteiligt habe.
Trump wurde am 28. Dezember 2023 auch von der Wahlleiterin in Maine, der Demokratin Shenna Bellows, als Kandidat von der Vorwahl ausgeschlossen. Trump kündigte daraufhin an, die beiden Entscheide gerichtlich anzufechten. Die Streichung vom Stimmzettel wurde in beiden Staaten ausgesetzt, bis sich entweder der US Supreme Court oder der Maine Superior Court mit den Klagen befasst bzw. ein Urteil fällt. In zahlreichen weiteren Bundesstaaten laufen ebenfalls Verfahren, um Trump von den Vorwahlen (oder auch von der Hauptwahl) auszuschließen. In Arizona und Michigan wurden die Klagen gegen Trump abgelehnt bzw. zu Gunsten Trumps entschieden. Trump sowie die Republikanische Partei in Colorado zogen gegen das Urteil aus Colorado vor den Obersten Gerichtshof der Vereinigten Staaten, der am 4. März 2024 Trump zu den Vorwahlen zuließ.
Fünfte republikanische Fernsehdebatte

Die fünfte Fernsehdebatte der Republikaner fand am 10. Januar 2024 in Des Moines, Iowa, zwischen Haley und DeSantis statt.
Am 10. Januar 2024 verkündete Chris Christie das Ende seiner Kandidatur. In seiner Bekanntmachung warnte er erneut vor Donald Trump, den er in keiner Weise unterstützen werde.
Vorwahlen in Iowa

Am 15. Januar 2024 gewann Donald Trump die erste Vorwahl der Republikaner in Iowa. Nach Auszählung von mehr als 95 % der Stimmbezirke lag er mit ca. 51 % vor Ron DeSantis mit 21 %, Nikki Haley mit 19 % und Vivek Ramaswamy mit 8 %. Auf Ryan Binkley entfielen 0,7 % der Stimmen, auf Asa Hutchinson 0,2 %. Trump gewann in 98 der 99 Countys von Iowa. Nur in Johnson County gewann Haley, allerdings nur mit einer Stimme Vorsprung vor Trump (1.271 gegenüber 1.270 Stimmen).
Nach Auszählung fast aller Stimmen gab der viertplatzierte Vivek Ramaswamy das Ende seiner Kandidatur und seine Unterstützung für Donald Trump bekannt.
Vorwahlen in New Hampshire

In Umfragen von CNN und NBC, die im Vorfeld der Wahl veröffentlicht wurden, lag Donald Trump mit 50–55 % deutlich vor Nikki Haley (36–39 %). DeSantis lag mit 6 % abgeschlagen auf dem dritten Platz. Da DeSantis am 21. Januar 2024 seine Kandidatur zurückzog und bekannt gab, Trump zu unterstützen, trat er bei der Vorwahl in New Hampshire nicht mehr an. In einer InsiderAdvantage-Umfrage, die kurz nach dem Ausstieg von DeSantis durchgeführt wurde, lag Trump in New Hampshire bei 62 %, Haley bei 35 %.
Am 23. Januar 2024 konnte Trump die Vorwahl klar gewinnen: nach Auszählung von mehr als 95 % der Stimmbezirke lag Trump bei 54,3 %, Haley bei 43,2 %.
Vorwahlen in Nevada und auf den Amerikanischen Jungferninseln

Bei der Vorwahl in Nevada traten Trump und Haley an – allerdings aufgrund eines Streits der Republikaner mit dem Bundesstaat Nevada nicht gegeneinander. Am 6. Februar 2024 wurde vom Bundesstaat Nevada die offizielle Vorwahl (primary) abgehalten, für die sich Haley registriert hatte. Die offizielle Vorwahl wurde von den Republikanern in Nevada boykottiert, stattdessen wurde am 8. Februar 2024 ein von der Partei organisierter Caucus abgehalten, für den sich Trump und Ryan Binkley registriert hatten.
Nach Auszählung der meisten Stimmen in der offiziellen Vorwahl (primary) lag die Option „Keine dieser Kandidaten“ bei 63,3 %, Nikki Haley bei 30,4 %, Mike Pence bei 4,0 %, Tim Scott bei 1,4 % und sonstige Kandidaten bei 0,9 %. Weil sich Trump dafür entschieden hatte, nicht an der offiziellen Vorwahl teilzunehmen, warben er und seine Unterstützer im Vorfeld der Wahl dafür, für die Option „Keine dieser Kandidaten“ und bei den Caucus-Versammlungen der Republikaner am 8. Februar für Trump zu stimmen. Trump konnte den Caucus in Nevada am 8. Februar 2024 mit ca. 99 % gewinnen, auf Ryan Binkley entfiel etwa 1 %. Aufgrund des Boykotts der offiziellen Vorwahl durch die Republikanische Partei von Nevada wurden Delegierte nur auf Basis der Ergebnisse des Caucus vergeben.
Zudem wurde am 8. Februar noch der Caucus auf den Amerikanischen Jungferninseln abgehalten, bei dem Trump und Haley antraten. Trump erhielt 74 %, während für Haley 26 % der Caucus-Teilnehmer stimmten.
Vorwahlen in South Carolina

Am 24. Februar 2024 fand die Vorwahl in South Carolina, im Heimatstaat von Haley, statt. Trump lag dort in Umfragen bei 60–65 %, Haley bei 29–38 %. Experten betrachteten die Wahl als vorentscheidend für die republikanische Nominierung, sollten sich die Umfragewerte auch im Ergebnis widerspiegeln. Trump gewann die Vorwahl deutlich mit 60 Prozent der Stimmen, während Haley auf 39 Prozent und sonstige Kandidaten auf etwa 1 Prozent kamen. Die Wahlbeteiligung lag mit ca. 756.000 Stimmen etwa 6× höher als bei der Vorwahl der Demokraten.
Vorwahlen bis zum „Super Tuesday“

Im Vorfeld des „Super Tuesday“ am 5. März 2024 fanden noch Vorwahlen in Michigan (27. Februar und 2. März), in Idaho und Missouri (beide am 2. März), in der Bundeshauptstadt Washington, D.C. (1. bis 3. März) und in North Dakota (4. März) statt.
Die Vorwahlen (primary) in Michigan konnte Donald Trump deutlich mit 68 Prozent vor Nikki Haley mit 27 Prozent gewinnen. Auf die Wahloption „Uncommitted“ (in etwa „ungebunden“) entfielen 3 Prozent, auf sonstige Kandidaten 2 Prozent. Trump konnte 12, Haley 4 Delegierte gewinnen. 39 weitere Delegierte wurden bei Caucus-Versammlungen in Grand Rapids gewählt, Trump konnte alle gewinnen.
Die Vorwahlen (caucus) in Idaho konnte Trump mit 85 Prozent vor Haley mit 13 Prozent gewinnen. Auf ihn entfielen alle Delegierten.
Bei den Vorwahlen (caucus) in Missouri wurden zunächst 924 Staatsdelegierte in den Countys gewählt; Trump gewann sämtliche Countys und Staatsdelegierten, somit auch alle 51 Delegierten des Staates für die Republican National Convention. Eine Veröffentlichung der genauen Wahlergebnisse ist von den Republikanern nicht vorgesehen.
Die Vorwahlen (primary) in Washington D.C. konnte Haley mit 62,8 % vor Trump mit 33,3 % gewinnen, auf sie entfielen alle Delegierten. Es war bis dahin die einzige Vorwahl, die Haley gewinnen konnte.
Die Vorwahlen (caucus) in North Dakota konnte Trump mit 85 Prozent vor Haley mit 14 Prozent gewinnen. Auf ihn entfielen alle Delegierten.
Vorwahlen am „Super Tuesday“

Am Dienstag, dem 5. März 2024, fanden Vorwahlen der Republikaner in insgesamt 15 Bundesstaaten statt. Dies sind: Alabama, Alaska, Arkansas, Colorado, Kalifornien, Maine, Massachusetts, Minnesota, North Carolina, Oklahoma, Tennessee, Texas, Utah, Vermont und Virginia.
| Bundesstaat    | Donald Trump | Nikki Haley | Sonstige | Enthaltung |
| -------------- | ------------ | ----------- | -------- | ---------- |
| Alabama        | 83,2 %       | 13,0 %      | 2,1 %    | 1,6 %      |
| Alaska         | 87,5 %       | 12,0 %      | 0,4 %    |            |
| Arkansas       | 76,9 %       | 18,4 %      | 4,8 %    |            |
| Colorado       | 63,5 %       | 33,3 %      | 3,2 %    |            |
| Kalifornien    | 79,2 %       | 17,4 %      | 3,2 %    |            |
| Maine          | 72,9 %       | 25,3 %      | 1,8 %    |            |
| Massachusetts  | 60,0 %       | 36,9 %      | 2,1 %    | 1,0 %      |
| Minnesota      | 69,1 %       | 28,8 %      | 2,0 %    |            |
| North Carolina | 73,8 %       | 23,3 %      | 2,2 %    | 0,7 %      |
| Oklahoma       | 81,8 %       | 15,9 %      | 2,3 %    |            |
| Tennessee      | 77,3 %       | 19,5 %      | 2,3 %    | 0,8 %      |
| Texas          | 77,8 %       | 17,5 %      | 2,8 %    | 2,0 %      |
| Utah           | 56,4 %       | 42,7 %      | 1,0 %    |            |
| Vermont        | 45,9 %       | 50,2 %      | 3,9 %    |            |
| Virginia       | 63,0 %       | 35,0 %      | 2,1 %    |            |

Haley konnte nur die Wahl im kleinsten Staat Vermont (17 Delegierte) knapp für sich entscheiden und zog sich daraufhin aus dem Vorwahlkampf zurück.
Vorwahlen nach dem „Super Tuesday“

Nach dem Super Tuesday und dem Ausstieg von Haley verblieben nur noch unbedeutende Gegenkandidaten im Rennen gegen Trump. Es wurde erwartet, dass Trump bereits bei den Vorwahlen am 12. März die Mehrheit der Delegierten für den Parteitag der Republikaner erreichen würde. Nach Trumps Sieg bei den Vorwahlen im Bundesstaat Washington konnte er eine Mehrheit der Delegierten für den Parteitag der Republikaner erreichen und galt damit als „voraussichtlicher Kandidat“ der Republikaner (englisch presumptive nominee).

## Hauptwahl

### Wahlkampf vor den Parteitagen
Nachdem sowohl Biden als auch Trump am 12. März 2024 die notwendige Anzahl an Delegierten zur Nominierung in ihren jeweiligen Parteien hatten gewinnen können, startete inoffiziell der Wahlkampf zur Hauptwahl.
Die Hauptthemen im Wahlkampf waren die wirtschaftliche Situation der USA, Inflation, der Zugang zum Schwangerschaftsabbruch (Abtreibung), der Schutz der Demokratie, Immigration (an der Grenze zu Mexiko), Kriminalität, Rechte von LGBTQ-Personen, Bildung und Schulen, die globale Erwärmung, der Krieg in der Ukraine, der Krieg zwischen Israel und der Hamas in Gaza und die damit verbundenen US-Unterstützungen und Proteste an US-Universitäten, sowie die rechtliche Aufarbeitung inklusive Prozesse diverser Affären von Donald Trump und in Joe Bidens Umfeld.
Präsident Biden und Ex-Präsident Trump einigten sich am 15. Mai 2024 auf zumindest zwei TV-Debatten. Bereits am 27. Juni 2024 (viel früher als bei allen vorangegangenen Präsidentschaftswahlen) fand die erste Debatte in Atlanta (Georgia) statt und wurde von CNN übertragen. Die Debatte startete um 21:00 Uhr Ortszeit und wurde von Jake Tapper und Dana Bash moderiert. Die zweite und letzte Debatte vor der Hauptwahl fand am 10. September 2024 statt. Sie wurde von ABC News übertragen und von David Muir und Linsey Davis moderiert. Bei den vorherigen Präsidentschaftswahlen wurden immer drei TV-Debatten für die Präsidentschaftskandidaten und eine für die Vizepräsidentschaftskandidaten abgehalten, geplant und durchgeführt von einer unabhängigen Kommission zwischen Anfang September und Ende Oktober. Sowohl Biden als auch Trump wollten zunächst überhaupt keine TV-Debatten; auf Bidens Initiative stimmte Trump danach aber den zwei frühen Debatten ebenfalls zu. Die Debatten werden vorläufig ohne Publikum durchgeführt, auch das ein Novum. Während Trump vor Publikum an den Debatten teilnehmen wollte, lehnte Biden dies ab. Die Debatten werden im Gegensatz zur bisherigen Tradition auch nicht auf allen Medien gleichzeitig ausgestrahlt, sondern nur jeweils auf CNN und ABC News.
Am 30. Mai 2024 wurde Trump durch die Jury im Prozess um die Verschleierung von Schweigegeldzahlungen an die ehemalige Pornodarstellerin Stormy Daniels (englisch The People of the State of New York v. Donald J. Trump) in allen 34 Anklagepunkten für schuldig befunden. Zunächst wurde davon ausgegangen, dass das Strafmaß am 11. Juli 2024 vom zuständigen Richter Juan Merchan bekannt gegeben wird. Anfang Juli 2024 gab der Oberste Gerichtshof der USA aber bekannt, Trump besitze bei offiziellen Handlungen als Präsident eine partielle Immunität; daher wurde die Verkündung des Strafmaßes auf den 18. September 2024 verschoben. Innerhalb der ersten 24 Stunden nach seiner Verurteilung nahm Trump 53 Millionen Dollar (rund 48 Millionen Euro) an Wahlspenden ein.
Am 14. September 2023 wurde Hunter Biden, der Sohn von Joe Biden, wegen Verstoßes gegen Waffengesetze angeklagt. Auf dem beim Kauf auszufüllenden Formular hatte er nach Darstellung der Anklageschrift wahrheitswidrig erklärt, er sei nicht im Besitz von Drogen oder drogenabhängig. Am 11. Juni 2024 sprach die Geschworenenjury ihn in allen drei Anklagepunkten schuldig.
Am 20. Juni 2024 wurde bekannt, dass Trump erstmals deutlich mehr Geld für den Wahlkampf zur Verfügung hatte als Biden: nach Einreichung aller Wahlkampfspenden-Unterlagen für den Monat Mai 2024 hatten Trump, die Republikaner (RNC) und dazugehörige Super-PACs Ende Mai etwa 235 Millionen Dollar zur Verfügung (englisch: cash on hand); Biden, die Demokraten (DNC) und dazugehörige Super-PACs hatten etwa 212 Millionen Dollar. Weiters nahmen die Trump-Wahlkampagne & Co. im Mai 2024 insgesamt 141 Millionen Dollar an Wahlkampfspenden ein und die Biden-Wahlkampagne etwa 85 Millionen Dollar. Dies war der zweite Monat in Folge, in dem Trump mehr Spendengelder als Biden sammeln konnte, und der erste, in dem Trump am Ende des Monats mehr Geld zur Verfügung hatte als Biden. Vor April 2024 lag Biden in Bezug auf Spendengelder zum Teil deutlich vor Trump.
Erste TV-Debatte und zunehmende Skepsis an Bidens Amtseignung

Am 27. Juni 2024 (Ortszeit) fand ein erstes von zwei geplanten TV-Duellen zwischen Amtsinhaber Biden und Herausforderer Trump statt. Es war von CNN veranstaltet worden; die Moderatoren waren Dana Bash und Jake Tapper. Länderübergreifend bewerteten Leitmedien den Auftritt von Joe Biden als schwach; dieser habe im Gegensatz zu Trump alt bzw. greisenhaft, d. h. verwirrt, kraftlos und unkonzentriert gewirkt. So formulierte Biden wiederholt während der Debatte Sätze, die keinen Sinn ergaben. Mehr als dreißig Behauptungen Trumps erwiesen sich in Faktenchecks nach der Sendung als falsch, von Seiten Bidens waren mindestens neun Aussagen falsch oder missverständlich. Einen Tag später forderte das Editorial Board der The New York Times, der meistabonnierten Zeitung der USA, Biden dazu auf, von einer erneuten Kandidatur abzusehen.
Im Juni 2024 nahm die Biden-Kampagne mit 127 Millionen Dollar wieder mehr Spendengelder als die Trump-Kampagne mit 112 Millionen Dollar ein. Am Ende des Monats hatte Trump mit 285 Millionen Dollar aber weiterhin deutlich mehr Geld zur Verfügung als Biden mit 240 Millionen Dollar. Im Juli 2024 wurde berichtet, dass mehrere Großspender Spendengelder in Höhe von 90 Millionen US-Dollar an die Demokratische Partei zurückhielten, solange Biden seine Präsidentschaftskandidatur nicht zurückzieht. Im selben Monat häufte sich die Anzahl der demokratischen Politiker, die sich öffentlich gegen Biden aussprachen.
Attentat auf Donald Trump
Während einer Wahlkampfveranstaltung am 13. Juli 2024 in Butler County, im Westen von Pennsylvania nahe Pittsburgh, wurden gegen 18:15 Uhr (0:15 Uhr mitteleuropäischer Sommerzeit) Schüsse auf Donald Trump abgegeben. Beim diesem Attentatsversuch starb ein Mann auf einer Zuschauertribüne. Der Schütze hatte von einem Dach aus etwa 120 bis 130 Metern Entfernung mit einem Sturmgewehr auf Trump geschossen und ihn am Ohr verletzt, bevor dieser vom Secret Service in Sicherheit gebracht wurde. Zwei weitere Teilnehmer wurden schwer verletzt. Auch der Schütze, laut FBI der 20-jährige Thomas Matthew Crooks aus Pennsylvania, wurde erschossen.
Biden verurteilte die Tat als „krank“ und erklärte, solche Gewalt solle keinen Platz in den USA haben. Auch die ehemaligen US-Präsidenten Obama, Bush, Clinton und Carter verurteilten die Gewalt und äußerten Erleichterung, dass Trump nicht schwer verletzt wurde. Führende Vertreter des Trump-Lagers machten Biden und sein Wahlkampfteam für das Attentat verantwortlich. Ein republikanischer Kongressabgeordneter beschuldigte Biden öffentlich, zu Trumps „Ermordung aufgerufen“ zu haben; der republikanische Senator JD Vance behauptete, Äußerungen von Bidens Wahlkampfteam hätten direkt zu dem Vorfall geführt.

Lageplan mit Tathergang
- Ansprache von Biden nach dem Attentat

Parteitag der Republikaner

Während der Republican National Convention 2024 am 15. Juli 2024 wurde Trump offiziell zum Kandidaten der Republikaner für die Präsidentschaftswahl 2024 ernannt. Außerdem wurde auf dem Parteitag der US-Senator für Ohio und ehemalige Trump-Kritiker JD Vance als Trumps Running Mate vorgestellt.
Rückzug von Joe Biden

Am 21. Juli 2024 erklärte Biden das Ende seiner Präsidentschaftskandidatur und erklärte seine Unterstützung für Kamala Harris. Er erklärte seinen Rückzug auf X, nachdem der Druck auf ihn nach seinem schlechten Auftritt bei der Fernsehdebatte am 27. Juni 2024 gestiegen war, seine Kandidatur zurückzuziehen. Er erholte sich zu der Zeit des Rückzuges von einer COVID-19-Erkrankung. Nach der verheerenden Wahlniederlage von Harris kritisierte Nancy Pelosi, Bidens direkte Befürwortung von Harris als Präsidentschaftskandidatin unmittelbar nach seinem Rückzug habe ein offenes und stärkendes Auswahlverfahren für einen Kandidaten der Demokraten so gut wie unmöglich gemacht.
Wahlkampf zwischen Bidens Rückzug und dem Parteitag der Demokraten

Nach der Einschätzung von Donald Trump handelte es sich 2024 um das letzte Mal, dass es zu einer Abstimmung der Wähler über die Person des Präsidenten kommt. 2028 sei das nicht mehr notwendig. Kamala Harris hielt dies für einen weiteren Beweis dafür, dass Trump bei einem Wiedereinzug in das Weiße Haus die Demokratie in den Vereinigten Staaten abschaffen wolle. Zuvor hatte er bereits gesagt, dass er vielleicht an seinem ersten Tag, aber nur am ersten Tag, einer neuen Präsidentschaft wie ein Diktator regieren würde.
Am 28. Juli 2024 wurde bekannt, dass Harris in der Woche nach Bidens Kandidatur-Verzicht mehr als 200 Millionen Dollar an Spendengeldern eingenommen hat – zwei Drittel davon kamen von Spendern, die das erste Mal gespendet hatten.
Am 2. August 2024 wurde bekannt, dass Harris und dazugehörige Super-PACs im Juli insgesamt 310 Millionen Dollar an Spendengeldern eingenommen hatten (diese Summe beinhaltete auch Spenden an Biden vor seinem Rückzug). Bei der Summe handelte es sich um einen neuen Rekord für einen einzelnen Monat. Harris und die Demokraten hatten Ende Juli 377 Millionen Dollar für Wahlkampfausgaben zur Verfügung. Im Gegensatz dazu nahm Trump und seine dazugehörigen Super-PACs im Juli insgesamt 139 Millionen Dollar ein, am Ende des Monats hatten sie noch 327 Millionen Dollar für Wahlkampfausgaben zur Verfügung.
Am 3. August 2024 gab Trump bekannt, dass er Harris vorgeschlagen habe, bereits am 4. September 2024 auf FOX News eine TV-Debatte (mit Publikum) abzuhalten. Als Biden noch im Rennen war, hatten die beiden ursprünglich den 10. September 2024 vereinbart, um eine TV-Debatte bei ABC News (ohne Publikum) abzuhalten. Harris lehnte Trumps Vorschlag einer früheren Debatte auf FOX News ab und verwies auf den bereits vereinbarten Termin bei ABC News.
US-Präsident Joe Biden warnte am 7. August 2024 vor den Folgen, sollte Donald Trump die Präsidentschaftswahl 2024 verlieren. Grund ist, dass dieser zuvor für den Fall einer Niederlage ein Blutbad angekündigt hatte. Biden rechnete für diesen Fall nicht mit einer friedlichen Amtsübergabe. Kamala Harris warnte dagegen vor einer zweiten Amtszeit Trumps. Sie verwies dabei auf dessen Aussage, dass er nach einem Wahlsieg im November am „ersten Tag“ zum Diktator werde, und auf eine Äußerung, nach der Trump nach seinem Amtsantritt die Verfassung der Vereinigten Staaten außer Kraft setzen werde.
Am 8. August 2024 gab Trump bekannt, dass er sich mit Harris darauf geeinigt hatte, doch an der ursprünglich zwischen Biden und Trump geplanten TV-Debatte bei ABC News am 10. September 2024 teilnehmen zu wollen. Trump schlug auch zwei weitere TV-Duell-Termine vor, welche von Harris aber noch nicht akzeptiert wurden. Ebenfalls diskutiert wurde ein mögliches TV-Duell der beiden Vize-Kandidaten Walz und Vance, man einigte sich später auf den 1. Oktober 2024. Das Duell soll vom Fernsehsender CBS News ausgestrahlt werden.
Bei mehreren Wahlkampfauftritten im August attackierte Trump Harris auch persönlich. So sagte er u. a. am 17. August 2024 in Pennsylvania, Harris habe ein „verrücktes Lachen“. Zudem behauptete er, dass er „deutlich besser aussehen“ würde als Harris, die wenige Tage zuvor auf dem Cover des Time Magazine abgebildet worden war.
Parteitag der Demokraten

Die Democratic National Convention 2024 fand von 19. bis 22. August 2024 in Chicago statt. Auf dem Parteitag nahmen Harris und Walz ihre Nominierungen als Präsidentschafts- und Vizepräsidentschaftskandidaten offiziell an.

### Wahlkampf nach den Parteitagen
Wahlkampf nach dem Parteitag der Demokraten

Manche Republikaner unterstützen nicht den eigenen Kandidaten Donald Trump, sondern warnen vor ihm, wie zum Beispiel Liz Cheney. Cheney unterstützt stattdessen die demokratische Kandidatin Kamala Harris, da sie Trump für gefährlich hält. Cheney hatte sich bereits nach dem Angriff auf das US-Kapitol 2021 offen gegen Trump gestellt und verlor infolgedessen ihre Führungsrolle in der republikanischen Partei und ihren Sitz im Repräsentantenhaus. Adam Kinzinger unterstützt ebenfalls Harris, da er der Meinung ist, dass die republikanische Partei aus den Fugen geraten sei und die Demokratie nicht mehr unterstütze und nicht mehr bürgerlich oder konservativ sei. Der Politikwissenschaftler Chris Edelson von der American University in Washington, D.C. sagte, dass es beispiellos in den USA sei, dass namhafte Republikaner wie Liz Cheney zur Wahl der Kandidatin der Demokraten aufriefen. Andere prominente Republikaner wie der ehemalige Vizepräsident der Vereinigten Staaten Mike Pence unterstützen zwar Trump nicht, fordern aber nicht zur Wahl von Harris auf. Der als stramm konservativ geltende ehemalige Vizepräsident Dick Cheney, Liz Cheneys Vater, warnt ebenfalls vor Trump und will für Harris stimmen:

„Als Bürger hat jeder von uns die Pflicht, das Land über die Parteilichkeit zu stellen und unsere Verfassung zu verteidigen. Deshalb werde ich meine Stimme für Vizepräsidentin Kamala Harris abgeben.“

Dick Cheney hält Trump für die größte Gefahr in der Geschichte der Nation. Die frühere republikanischen US-Präsidentschaftsbewerberin Nikki Haley sagte am 8. September 2024 auf CBS, dass sie weder mit Trumps Stil einverstanden sei noch mit seinem Ansatz oder seiner Art zu kommunizieren. Im Vorwahlkampf hatte sie Trumps geistige Eignung für das Präsidentenamt infrage gestellt. Haley kritisierte ferner abfällige Äußerungen des Vizepräsidentschaftskandidaten JD Vance über kinderlose Frauen. Vance forderte ferner, dass Kinderlose in einer Demokratie weniger zu sagen haben und mehr Steuern zahlen sollten. Im Wahlkampf äußerte er sich darüber hinaus weiter abschätzig über Kinderlose.
Für den Monat August 2024 meldete die Harris-Kampagne Rekordeinnahmen von Spendengeldern in der Höhe von mehr als 361 Millionen Dollar und damit fast 3× so viel wie die Trump-Kampagne, die 130 Millionen Dollar sammeln konnte. Am Ende des Monats hatte die Harris-Kampagne noch einen Barbestand (“cash on hand”) von 404 Millionen Dollar für den Wahlkampf zur Verfügung, die Trump-Kampagne 295 Millionen Dollar.
Ab der zweiten TV-Debatte

In dem TV-Duell am 10. September 2024 setzte Harris nach Analysen auf Angriff, während Trump meist wütend reagiert habe. Trump bezeichnete Harris als radikale Linke und Marxistin und behauptete eine bereits zuvor von JD Vance verwendete und ursprünglich von der rechtsextremen Aktivistin Laura Loomer stammende Internet-Hoax über den angeblichen Verzehr von Haustieren durch Migranten aus Haiti (Haitianische Diaspora) in Springfield (Ohio), dass größtenteils kriminelle Migranten aus Haiti „Katzen, Hunde und andere Haustiere essen“ würden. Wenig später wurde Trumps Falschmeldung global verbreitet und persifliert, unter anderem mit dem Song Eating the Cats ft. Donald Trump von dem südafrikanischen Musiker, Produzenten und Parodiekünstler The Kiffness. Seit Trumps Äußerungen haben Drohungen und Anfeindungen gegen aus Haiti stammende Einwohner Springfields zugenommen. Es kommt zu Bombendrohungen gegen Schulen sowie Beschimpfungen und Geschäfte werden aus Angst vor Übergriffen bereits bei Sonnenuntergang geschlossen. Harris entgegnete auf Trumps Behauptung, dass führende Politiker weltweit „über Trump lachen“, Diktatoren und Autokraten sich von seiner Wiederwahl jedoch Vorteile erhofften. Trump plane Steuersenkungen nur für Reiche, verweigere Frauen auch in schwierigsten Situationen das Recht auf Abtreibung und werde außenpolitisch im Fall seiner Wiederwahl die Ukraine im Stich lassen. Trump machte nach Ansicht von Ralf Borchard keinen Versuch, auf die Wähler in der politischen Mitte zuzugehen, während Harris das getan habe, und sagte, „eine Präsidentin aller Amerikaner“ sein zu wollen. Die US-Regierung warnte wegen Trumps Aussagen zu Migranten, die Haustiere essen würden, vor „hasserfüllter Rhetorik“ und „Desinformation“. In dem von Trump in diesem Zusammenhang genannten Ort Springfield ging unterdessen eine Bombendrohung ein. Migranten aus Haiti würden wegen Trumps Verschwörungsmythen um ihre Sicherheit fürchten, sagte die Pressesprecherin des Weißen Hauses, Karine Jean-Pierre. Die Nähe der rechtsextremen Aktivistin Laura Loomer zu Trump, von der diese Verschwörungstheorie ursprünglich stammt, stieß auch in der Republikanischen Partei bei Unterstützern von Trump, wie Marjorie Taylor Greene oder auch bei Lindsey Graham und Thom Tillis, auf entschiedene Kritik.
Trump bezeichnete sich als Gewinner der zweiten TV-Debatte und sah einer weiteren Runde gelassen entgegen. Harris’ Wahlkampf-Team war dagegen so zufrieden, dass es einer zweiten Debatte optimistisch entgegen schaute. Nach einer Umfrage von CNN sahen 63 Prozent der Befragten Harris als Siegerin des Duells, 37 Prozent sahen Trump vorn. Die Organisation March for Our Lives kommentierte Trumps Behauptung, es gäbe Abtreibungen nach dem neunten Monat mit: „Wir haben Abtreibungen nach der Geburt, sie nennen sich school shootings.“ Die Gruppe Republicans against Trump begrüßte Harris’ Kommentar: „Diese Diktatoren hoffen, dass Sie gewinnen, weil sie wissen, dass sie Sie mit Schmeicheleien und Gefälligkeiten manipulieren können“, nachdem Trump angegeben hatte, ein enger Freund Viktor Orbáns zu sein. Trump lag insgesamt bei den Umfragen von CNN nur bei dem Thema Wirtschaftskompetenz vorne, bei allen anderen Themen führte Harris.
Die US-amerikanische Pop- und Country-Sängerin Taylor Swift sprach sich nach dem ersten TV-Duell zwischen Trump und Harris für die Demokratin Harris und Tim Walz aus und gab an, ihnen ihre Stimme zu geben. Sie begründete es damit, dass „Harris für die Rechte und Anliegen kämpft, von denen ich glaube, dass sie einen Kämpfer brauchen, der sie vertritt“. Ihren Post unterzeichnete sie mit „Childless Cat Lady“ („kinderlose Katzenfrau“). JD Vance hatte 2021 einige führende Demokratinnen als „einen Haufen kinderloser Katzenladys“ bezeichnet. Vierundzwanzig Stunden nach der Debatte hatten 406.000 Wähler über den von Swift bereitgestellten Link eine Wählerregistrierungsplattform aufgesucht. Swift äußerte sich zudem über die KI-generierten Bilder von Trump, die Swift für den Wahlkampf instrumentalisieren sollten: „Das hat meine Ängste in Bezug auf KI und die Gefahren der Verbreitung von Fehlinformationen deutlich verstärkt. Ich kam zu dem Entschluss, dass ich als Wähler sehr transparent über meine tatsächlichen Pläne für diese Wahl sein muss. Der einfachste Weg, Fehlinformationen zu bekämpfen, ist die Wahrheit“ (original “It really conjured up my fears around AI, and the dangers of spreading misinformation. It brought me to the conclusion that I need to be very transparent about my actual plans for this election as a voter. The simplest way to combat misinformation is with the truth”). Wenige Wochen zuvor hatte Trump eine Fotocollage geteilt. Darauf ist ein KI-generiertes Bild von Taylor Swift zu sehen, die angeblich zur Wahl von Donald Trump aufruft. Auf dem Bild daneben befindet sich vermeintlich eine riesige Gruppe Trump unterstützender Swift-Fans. Die ehemalige Biden-Beraterin Lindsay Gorman, die inzwischen für den German Marshall Fund arbeitet, stimmt Swift dahingehend zu, dass ihre Reaktion richtig sei, ihre Wahlentscheidung für Kamala Harris öffentlich zu machen. Aufklärung und Transparenz seien die wichtigsten Waffen gegen Fake News.
Trump kündigte nach dem TV-Duell zwischen ihm und Harris schließlich an, dass er an keiner weiteren Debatte teilnehmen werde, während Harris weiterhin eine zweite Debatte mit Trump befürwortete. Trump sagte, dass „Kamala sich darauf konzentrieren sollte, was sie in den letzten fast vier Jahren hätte tun sollen“.
Infolge der Aussagen von Donald Trump über Migranten in Springfield, die Haustiere essen würden, gingen bis zum 17. September 2024 33 Bombendrohungen bei Institutionen in dem Ort ein, wie der Gouverneur von Ohio, Mike DeWine berichtete. Zwei Schulen, das Rathaus und verschiedene Landeskraftfahrtämter mussten deswegen evakuiert werden. Außerdem seien zusätzliche Sicherheitskameras in den Straßen installiert worden und Bombenspürhunde in der Stadt unterwegs. Nach den Angaben der lokalen Station des Senders ABC gab es eine weitere Bombendrohung gegen das Statehouse in Ohios Hauptstadt Columbus, dem Sitz von Repräsentantenhaus und Senat des Bundesstaates. Wegen der auch nach mehreren Tagen andauernden Bombendrohungen gegen staatliche Einrichtungen und anhaltender Angriffe auf Zuwanderer in Springfield, kritisierte Kamala Harris die republikanische Gegenseite scharf. Auch die Aussagen der lokalen Behörden, dass es keine Hinweise darauf gibt, dass in Springfield Haustiere gegessen würden, blieben erfolglos. Springfield befand sich auch am 17. September 2024 wegen Donald Trumps Falschaussagen vom 10. September 2024 noch im Ausnahmezustand.
Ähnlich wie bereits zuvor Taylor Swift verkündete die Sängerin Billie Eilish in einem Clip bei Instagram und X ihre Unterstützung für Kamala Harris. Sie hat ebenfalls ihre Fans aufgerufen sich ins Wählerverzeichnis eintragen zu lassen und der Kandidatin der Demokratischen Partei die Stimme zu geben. Sie schrieb: „Wählt, als ob euer Leben davon abhängt, denn das tut es“.
In einem Schreiben haben sich ehemalige Sicherheitsbeamte und Kongressabgeordnete der Republikanischen Partei gegen eine erneute Amtszeit von Donald Trump ausgesprochen. Dabei handelt es sich um eine Gruppe von 111 republikanischen Ex-Funktionären, zu denen ehemalige Mitglieder des Kongresses, Verteidigungsminister wie Chuck Hagel und William S. Cohen, CIA-Direktoren und andere Beamte der nationalen Sicherheit gehören. Für seine Untauglichkeit finden sie klare Worte: „Als Präsident förderte er das tägliche Chaos in der Regierung, lobte unsere Feinde und untergrub unsere Verbündeten, politisierte das Militär und verunglimpfte unsere Veteranen, stellte seine persönlichen Interessen über die amerikanischen Interessen und verriet unsere Werte, die Demokratie und die Gründungsdokumente dieses Landes“, und „Er ist untauglich für ein weiteres Amt als Präsident oder überhaupt für ein öffentliches Amt des Vertrauens“, heißt es in dem Schreiben. In Arizona trat im Oktober ein PAC von Republikanern mit einer Wahlempfehlung für Harris auf zahlreichen Plakatwänden im Großraum Phoenix an die Öffentlichkeit.
Die Wahlkampagne für Donald Trump versucht vor allem junge männliche schwarze Männer als Wähler auf ihre Seite zu ziehen. Verwendet werden dazu Falsch- und Desinformationen im Netz, die sich gezielt an die Black Community richten. Einige dieser dafür verwendeten Fake News kommen direkt oder indirekt aus Russland. Auch in der von Trump-Unterstützern mit rassistischer Propaganda befeuerten Debatte um haitianische Einwanderer in der Stadt Springfield (Ohio) spielen dabei Schwarze Influencer eine Rolle. Rechte Aktivisten wie die Trump-Vertraute Laura Loomer verbreiteten hierfür das anschließend millionenfach aufgerufene Video eines Schwarzen TikTok-Nutzers, der Gerüchte streute, Haitianer würden Haustiere für „Voodoo-Rituale“ entführen. Als Quelle verweist der Maga-Influencer auch auf seine jamaikanische Herkunft, was Loomer ebenfalls hervorstellt. Schwarze Stimmen sollen rassistischen Erzählungen in diesem Zusammenhang einen glaubhafteren Anschein verleihen. Die Trump-Kampagne versucht dabei, verschiedene, überdurchschnittlich von Armut betroffene Bevölkerungsgruppen gegeneinander auszuspielen.
Etwa sieben Wochen vor der US-Präsidentschaftswahl haben mehr als 700 US-Militärs in einem offenen Brief ihre Unterstützung für die Präsidentschaftsbewerberin der Demokratischen Partei Kamala Harris verkündet. Die gegenwärtige Vizepräsidentin „verteidige Amerikas demokratische Ideale“, heißt es in dem Schreiben. Donald Trump, ihr Rivale von der Republikanischen Partei, „gefährde“ genau diese Ideale. In dem Brief halten die Autoren Trump seine frühere Aussagen vor, in denen er eine Änderung der US-Verfassung versprach und ankündigte, nach seiner Wahl für einen Tag als „Diktator“ zu agieren. Auch Trumps wiederholte Lüge, ihm sei der Wahlerfolg 2020 „gestohlen“ worden, sowie das Aufwiegeln zum Sturm auf das Kapitol in Washington 2021 sehen die Unterzeichnenden als Warnsignal. In diesem Zusammenhang wird darauf hingewiesen, dass Donald Trump der erste US-Präsident der Geschichte sei, der versuchte, eine friedliche Übergabe der Macht an seinen Nachfolger zu verhindern. Unterdessen überholte Trump jedoch bei den Umfragen in dem wichtigen Swing-State Arizona.
In Nebraska scheiterte am 23. September 2024 der Versuch, das Wahlrecht des Bundesstaates noch vor der Wahl zu ändern, am Widerstand des Abgeordneten in der Nebraska Legislature Mike McDonnell. Die bisherige Aufteilung der Stimmen für das Electoral College wäre bei der Änderung zugunsten von Trump aufgehoben worden.
Kamala Harris versprach dem Präsident der Ukraine Wolodymyr Selenskyj weitere Unterstützung und warnte indirekt vor einem Wahlsieg ihres Kontrahenten Donald Trump. Trump hatte für den Fall eines Wahlsieges signalisiert, die Unterstützung für die Ukraine wegen des Russischen Überfalls seit 2022 dramatisch zurückzufahren oder sogar ganz einzustellen. Trump kritisierte bei einer Wahlkampfveranstaltung Selenskyj, weil dieser sich nach Trumps Ansicht weigern würde, einen Deal mit dem russischen Präsidenten Wladimir Putin einzugehen, um den Krieg zu beenden. Trump hielt bei dieser Veranstaltung einen Wiederaufbau der Ukraine für aussichtslos. Harris hält es jedoch für falsch die Ukraine zu zwingen, große Teile ihres Staatsgebiets aufzugeben, einen neutralen Status ihres Landes zu akzeptieren und auf die Sicherheitszusagen anderer Staaten zu verzichten, da dies die gleichen Vorschläge wie die von Putin seien. Sie hält diese Vorschläge von Trump für eine Kapitulation der Ukraine für gefährlich und inakzeptabel. Die Unterstützung der USA für die Ukraine sei kein wohltätiger Akt, sondern sicherheitspolitisch im ureigenen Interesse Amerikas.
Donald Trump beschimpft seine Konkurrentin Kamala Harris bei Wahlkampfauftritten als „geistig beeinträchtigt“. Parteikollegen der Republikanischen Partei hatten Trump zuletzt wiederholt gebeten, seine persönlichen Attacken gegen Harris einzustellen und sie stattdessen politisch zu kritisieren, was dieser jedoch offenbar ignorierte. So stießen auch Trumps jüngste Äußerungen bei einigen Republikanern auf Kritik. Neben Lindsey Graham kritisierte auch der ehemalige republikanische Gouverneur von Maryland, Larry Hogan, Trumps Beleidigungen im Bezug auf die US-Vizepräsidentin.
In einem Interview mit dem konservativen Moderator Hugh Hewitt sprach Donald Trump von den „vielen schlechten Genen“, die es in den USA aufgrund von illegaler Migration gebe. Die Demokraten hätten durch laxe Einwanderungspolitik Tausende Mörder in die USA gelassen. Diese Eigenschaft sei durch die schlechten Gene dieser Personen bedingt. Diese Darstellung wies die Pressesprecherin des Weißen Hauses Karine Jean-Pierre als hasserfüllt, ekelhaft und unangemessen zurück. Die Pressesprecherin des Wahlkampfteams von Donald Trump korrigierte dessen Aussagen dahingehend, dass sich dieser nicht auf Migranten, sondern auf Mörder bezogen habe.
JD Vance hat nach langem Zögern eindeutig die Niederlage von Donald Trump bei der Präsidentschaftswahl 2020 geleugnet. Er sagte auf einer Wahlveranstaltung im Bundesstaat Pennsylvania auf eine Frage zu diesem Thema, dass es 2020 ernsthafte Probleme gegeben hätte. Nach den Worten, die er wählen würde, hätte Trump die Wahl nicht verloren. Er macht eine Online-Zensur durch Tech-Konzerne für den Ausgang der Wahl verantwortlich.
Donald Trump erklärte, auch eine Niederlage gegen Vizepräsidentin Kamala Harris bei der Abstimmung am 5. November nicht akzeptieren zu wollen. Der amtierende Präsident Joe Biden glaubt deswegen nicht an friedlichen Ablauf der Wahl und befürchtet, dass es nach der aktuellen Wahl zu ähnlichen Szenen wie nach der letzten Wahl kommen könnte.
Obwohl seine Aussage aus dem TV-Duell mit Kamala Harris widerlegt wurde, beharrte Donald Trump bei einer Wahlkampfveranstaltung für lateinamerikanische Wähler in Miami am 16. Oktober 2024 weiter auf seinen Äußerungen über angeblich von Einwanderern gegessene Haustiere. Trump nahm dabei Bezug auf seine Äußerungen, haitianische Einwanderer in Springfield (Ohio) würden Haustiere stehlen oder Wildtiere in Parks essen, obwohl dies bereits in der Vergangenheit von örtlichen Polizeibehörden dementiert wurde. Neben der Lüge über angeblich von Migranten gegessene Haustiere ist nach den Behörden in Springfield auch von der angeblichen Bandenkriminalität wenig bis gar nichts zu sehen. Trump kündigte zudem für den Fall seiner Wahl Massenabschiebungen von Haitianern an.
Gegen Ende Oktober 2024 wurde bekannt, dass zwei hochrangige ehemalige Generäle sich gegen Trump aussprächen und ihn als Faschisten bezeichneten, jedoch als ehemalige Militärangehörige keine Wahlempfehlung gäben.
In drei Interviews mit der New York Times sagte John Kelly, ein
ehemaliger General des United States Marine Corps, der fast anderthalb Jahre Stabschef von Trump war, dass er glaube, dass Donald Trump seiner Erfahrung nach die Definition eines Faschisten erfülle. Er sagte, seiner Meinung nach würde Trump wie ein Diktator regieren, wenn die US-Bundesinstitutionen ihm dies erlaubten, außerdem verstehe er die Verfassung und das Konzept der Rechtsstaatlichkeit nicht.
Kelly betonte, dass Wähler seiner Meinung nach bei der Wahl eines Präsidenten mehr auf Eignung und Charakter der Kandidaten achten sollten, und weniger auf deren politische Überzeugungen, da es sehr gefährlich wäre, eine falsche Person in ein so hohes Amt zu wählen.
Der pensionierte General Mark A. Milley – Trumps ehemaliger Vorsitzender der Joint Chiefs of Staff – warnte im neuen Buch „War“ von Bob Woodward, dass der ehemalige Präsident „durch und durch faschistisch“ und „die gefährlichste Person dieses Landes“ sei.
Die wiederholten Forderungen von Donald Trump im Wahlkampf zur Einführungen von Strafzöllen beispielsweise auf aus dem Ausland eingeführte Autos begründete er damit, dass die dadurch hervorgerufene Teuerung von Import-Gütern einen industriellen Boom in den USA auslösen würde. Wegen des amerikanischen Handelskonflikts mit der Volksrepublik China forderte er für Einfuhren aus diesem Land eine Zollhöhe von 60 % und für andere Länder eine zwischen 10 und 20 % liegende. Das würde auch die deutsche Wirtschaft belasten und führte vor der Wahl zu entsprechenden Reaktionen. Der deutsche Bundesfinanzminister Christian Lindner antwortete darauf mit der Warnung, dass, wenn die USA einen Handelskrieg mit der Europäischen Union begännen, sie mit entsprechenden Gegenmaßnahmen rechnen müssten.
Mit dem 4. November 2024 beendeten sowohl Trump als auch Harris ihre Auftritte im Präsidentschaftswahlkampf 2024. Während der republikanische Kandidat nochmals scharfe Töne gegen seine demokratische Kontrahentin anschlug, nutzte diese den Endspurt, um eindringlich zur Stimmenabgabe aufzurufen. Trump verunglimpfte Harris in seinem Auftritt als „linksradikale Verrückte“ und als „Person mit einem sehr niedrigen IQ“. Trump drängte auf eine zügige Bekanntgabe des Wahlergebnisses, obwohl es unwahrscheinlich war, dass das Ergebnis der Wahl innerhalb weniger Stunden nach Schließung der Wahllokale feststehen würde. Harris wiederholte stattdessen ihr Wahlkampfversprechen, bei einem Einzug in das Weiße Haus eine Präsidentin für alle Amerikanerinnen und Amerikaner sein zu wollen. Eindringlich rief sie US-Bürgerinnen und Bürger dazu auf, wählen zu gehen.

## Umfragen
Mit Stand Mitte Juli 2024, unmittelbar vor dem Rückzug Joe Bidens als Präsidentschaftskandidat, lag die Kandidatin der Demokraten, Kamala Harris, im Durchschnitt mehrerer Meinungsforschungsinstitute etwa zwei bis drei Prozentpunkte hinter Donald Trump. Unmittelbar nachdem Harris zur designierten Präsidentschaftskandidatin ihrer Partei geworden war, überholte sie Donald Trump erstmals in einer Umfrage am 23. Juli 2024, Trump lag im Schnitt aber weiter ca. zwei Prozentpunkte vor Harris. Anfang August 2024 überholte Harris Trump erstmals im landesweiten Umfragedurchschnitt von Real Clear Polling (und auf anderen Prognoseseiten) und lag etwa 1 bis 2 Prozentpunkte vorne. Anfang Oktober 2024 lag Harris in den verschiedenen Prognoseseiten etwa 2 bis 4 Prozentpunkte vor Trump. Im Vergleich dazu konnte Joe Biden die Wahl 2020 mit etwa 4,5 Prozentpunkten Vorsprung gewinnen. In Umfragen kurz vor der Wahl 2020 lag Biden etwa 7 Prozentpunkte vor Trump.
Im Umfragedurchschnitt, bei dem auch sonstige Kandidaten wie Oliver, Stein oder West mit einbezogen wurden, lag Harris zunächst ebenfalls etwa zwei Prozentpunkte hinter Trump, Anfang August konnte sie Trump aber auch in dieser Konstellation überholen und lag etwa einen Prozentpunkt vorne. Anfang September 2024 konnte Harris ihren Vorsprung, analog zu den Umfragen im Zweikampf mit Trump, auch hier weiter ausbauen. Anfang Oktober 2024 pendelte sich der Vorsprung von Harris in den verschiedenen Prognoseseiten bei etwa 2 bis 4 Prozentpunkten ein.
Im Falle sehr enger Wahlergebnisse in Bundesstaaten wurde sonstigen Kandidaten die Möglichkeit zugesprochen, durch Abzug von Wählern das Endergebnis beeinflussen zu können. Unklar war dabei zunächst, ob sie eher Demokraten oder Republikanern schaden würden. In den meisten Umfragen konnten sonstige Kandidaten aber zunächst mehr potentielle Biden-Wähler als Trump-Wähler für sich gewinnen. Nach dem Wechsel von Biden zu Harris konnte Harris in Umfragen aber etliche Wähler von sonstigen Kandidaten zurückgewinnen. Dementsprechend konnte nicht mehr davon ausgegangen werden, dass sonstige Kandidaten Harris mehr schaden würden als Trump.
Bevor er am 21. Juli 2024 seine Kandidatur beendet hatte, lag der amtierende demokratische Präsident Joe Biden im Durchschnitt mehrerer Meinungsforschungsinstitute etwa drei Prozentpunkte hinter Donald Trump. Im Umfragedurchschnitt, bei dem auch sonstige Kandidaten wie Kennedy, Oliver, Stein oder West mit einbezogen werden, lag Biden etwa vier Prozentpunkte hinter Trump.
Letztendlich entscheidet aber nicht der bundesweite Vorsprung an Wählerstimmen bzw. der Popular Vote die Wahl, sondern das Votum in den sogenannten „Swing States“ bzw. die Anzahl der Wahlleute des Electoral College, die ein Kandidat durch den Wahlsieg in einem Bundesstaat hinter sich versammeln kann.

### Swing States

Vorsprung des jeweiligen Siegers in den Bundesstaaten bei der vorherigen Präsidentschaftswahl im Jahr 2020. Je heller der Bundesstaat, desto knapper der Vorsprung und deshalb umso wahrscheinlicher, dass der Bundesstaat bei der Wahl 2024 ein Swing State ist.

Prognose auf Basis von Umfragen zur Präsidentschaftswahl 2024 in den einzelnen US-Bundesstaaten (blau für Sieg der Demokraten und rot für Sieg der Republikaner). Je heller der Bundesstaat, desto knapper der Vorsprung in den Umfragen. Swing States, bei denen eine sichere Prognose kaum möglich war, in grau.

Die sogenannten Swing States (auch Battleground States, Purple States oder Tossup States; auf Deutsch in etwa: Wechselwählerstaat oder Schlüsselstaat) gelten im Wahlkampf als besonders umkämpft, da bei diesen Staaten aufgrund ihrer demographischen Struktur und ihres knappen Wahlverhaltens bei den letzten Präsidentschaftswahlen nicht abzusehen ist, für welchen Kandidaten sie stimmen werden. Bei der letzten Wahl 2020 wurden insgesamt nur 8 von 50 Bundesstaaten mit einem Vorsprung von weniger als 5 Prozentpunkten gewonnen und galten daher als Swing States. Dies waren: Arizona, Florida, Georgia, Michigan, Nevada, North Carolina, Pennsylvania und Wisconsin.
Bundesstaaten können aber nicht nur aufgrund ihrer bisherigen knappen Wahlergebnisse und demographischer Trends als Swing State definiert werden, sondern auch über Umfrageergebnisse während des Wahlkampfs. Aufgrund des starken Abschneidens der Republikaner bei den Halbzeitwahlen 2022 in Florida gingen bis Juli 2024 z. B. viele Experten nicht mehr davon aus, dass Florida bei der Präsidentschaftswahl 2024 noch ein Swing State sein wird. Bestärkt wurde diese Vermutung durch die Tatsache, dass Donald Trump als Kandidat der Republikaner seinen offiziellen Wohnsitz von New York nach Florida verlegt hat und Präsidentschaftskandidaten erfahrungsgemäß ein überdurchschnittlich gutes Ergebnis in ihren Heimatstaaten erzielen (englisch home state advantage). Trotzdem kann sich die Klassifizierung und Zuordnung eines Bundesstaates als Swing State im Laufe der Wahlkampagne und aufgrund neuer Umfragen häufig ändern und bleibt daher dynamisch. Die Swing States genießen im Wahlkampf die konzentrierte Aufmerksamkeit der Kandidaten, ihrer Parteien und unterstützender Organisationen, bekommen somit auch die meiste Wahlwerbung ab und wirken dadurch wahlentscheidend.
Umfragesituation in den Bundesstaaten, bevor Biden am 21. Juli 2024 seine Kandidatur beendet hatte:
Im Juli 2024 lag Trump im Umfragedurchschnitt von sechs Swing States, die Biden 2020 gewinnen konnte, vor dem amtierenden Präsidenten. Dies waren Arizona, Georgia, Michigan, Nevada, Pennsylvania und Wisconsin. In sechs weiteren Bundesstaaten (Maine, Minnesota, New Hampshire, New Jersey, New Mexico und Virginia), die 2020 ebenfalls von Biden gewonnen wurden, lagen beide Kandidaten Kopf-an-Kopf. Im Gegensatz dazu lag Biden in keinem einzigen Bundesstaat vorne, in dem Trump 2020 gewinnen konnte. In North Carolina lag Trump im Durchschnitt etwa 7 Prozentpunkte vor Biden. In Florida, Iowa, Ohio und Texas waren es jeweils zwischen 7 und 11 Prozentpunkte Vorsprung.
Im Juni 2024 gab Trump bei einem Treffen mit Republikanern des US-Repräsentantenhauses bekannt, auch in historisch sehr demokratischen Bundesstaaten wie New Jersey, New Mexico und in New York zu investieren, um diese zu gewinnen. Allerdings gab es mit Stand Juni 2024 keine öffentlichen bzw. unabhängigen Umfragen, die auf die Möglichkeit schließen ließen, dass Trump in diesen Staaten vorne lag. Laut Dave Leip’s Atlas of U.S. Presidential Elections lag Biden im Schnitt in allen drei Bundesstaaten jeweils etwa 10 Prozentpunkte vor Trump. Dies änderte sich aber nach der TV-Debatte zwischen Biden und Trump: So lag Trump Anfang Juli 2024 in Umfragen in New Jersey und New Mexico erstmals gleichauf mit Biden, in New York lag sein Vorsprung nur noch bei 6–8 Prozentpunkten. 2020 konnte Biden New Jersey noch mit 16 Prozentpunkten, New Mexico mit 11 Prozentpunkten und New York mit 23 Prozentpunkten Vorsprung gewinnen.
Umfragesituation in den Bundesstaaten, nachdem Biden am 21. Juli 2024 seine Kandidatur beendet hatte:
Ende Juli 2024 gab es nur wenige Umfragen in den Bundesstaaten zwischen der Kandidatin der Demokraten, Kamala Harris, und Donald Trump. In diesen Umfragen schnitt Harris gegen Trump in etwa gleich ab wie zuvor Biden, in einigen, wie z. B. Maine, Minnesota und New Hampshire, besser als Biden. Nach und nach besserte sich die Lage für Harris auch z. B. in Arizona – wo Harris in einer Bloomberg-Umfrage 4 Prozentpunkte vor Donald Trump lag, nachdem Biden in keiner einzigen Umfrage in diesem Bundesstaat geführt hatte. Auch in anderen swing states wie Georgia, Pennsylvania, Michigan und Wisconsin verbesserte sich Harris deutlich, in mehreren Umfragen lag sie vor Trump, nachdem Biden dies zuvor nicht geschafft und auch Harris noch zurückgelegen hatte. Am 14. August wurde zudem eine neue Umfrage von der Florida Atlantic University veröffentlicht, die Trump nur noch 2 Prozentpunkte vor Harris hatte. Florida galt nach den Halbzeitwahlen 2022 eigentlich nicht mehr als potentieller swing state. In Florida werden zeitgleich mit der Präsidentschaftswahl auch Referenden über eine Ausweitung der Abtreibungsrechte, sowie ein Referendum über die Legalisierung des Privatkonsums von Marihuana durchgeführt, was laut Experten Harris zugutekommen könnte, da es ihre Wähler (vor allem Frauen und jüngere Wähler) verstärkt mobilisieren könnte. Auch in anderen swing states wie Arizona und Nevada werden Referenden über mehr Abtreibungsrechte durchgeführt. Am 17. August 2024 veröffentlichte die New York Times eine Umfrage gemeinsam mit dem Siena College, laut der Harris auch in den vier sogenannten „Sun Belt“-Staaten Arizona, Georgia, Nevada und North Carolina gegenüber Trump entweder deutlich aufholen oder sogar an ihm vorbeiziehen konnte.
Ende Oktober 2024 zeigte sich in den Umfragen weitestgehend ein Bild, das dem tatsächlichen Ausgang der Wahl 2020 entsprach: Harris und Trump lagen in Arizona, Nevada, Wisconsin, Michigan, Pennsylvania, North Carolina und Georgia Kopf-an-Kopf. In Texas, Florida, Ohio, Iowa, Alaska und dem 2. Kongresswahlbezirk von Maine lag Trump im Schnitt etwa 5–10 Prozentpunkte vorne. In Minnesota, New Hampshire, Virginia, New Mexico und dem 2. Kongresswahlbezirk von Nebraska wiederum lag Harris etwa 5–10 Prozentpunkte vorne. In allen anderen Staaten lagen die Kandidaten mehr als 10 Prozentpunkte vorne.
Anzumerken ist, dass alle Umfragen durchwegs statistische Schwankungsbreiten von bis zu ±5 Prozentpunkten aufweisen.

## Wahlbeeinflussung und Desinformationskampagnen

Die Grafik zeigt, wie häufig Donald Trump im Vorfeld der US-Präsidentschaftswahlen, bei denen er kandidierte (2016, 2020 und 2024), Zweifel an der Integrität und Korrektheit der Wahl äußerte. Trump hat vor der Wahl 2024 mindestens fünfmal so häufig von einem angeblich bevorstehenden Wahlbetrug gesprochen, wie vor der Wahl 2020 und vor der Wahl 2020 dreimal so viel wie vor der Wahl 2016.

Vor der Wahl wurde befürchtet, dass Donald Trump eine Wahlniederlage nicht anerkennen würde und daher wiederholt die Integrität des Wahlsystems infrage stelle. In Nevada und anderen Staaten reichten Republikaner Klagen ein, um die Regeln zur Briefwahl zu verschärfen. In Georgia werden durch ein neues Gesetz seit 2021 mehr Unterlagen zur Briefwahl gebraucht. Diese wird traditionell stärker von demokratischen Wählern genutzt. Zudem wurde die Zahl der Wahlurnen in Georgia eingeschränkt.
Weitere neue Regelungen in Georgia erleichtern das Streichen von Wählern aus den Wahllisten auf Basis von Anzeigen. Kritisiert wird hier, dass diese Anzeigen häufig auf falschen Behauptungen beruhen, durch die notwendige Überprüfung aber viele Ressourcen und Zeit gebunden werden. Mehrere Bürgerrechtsgruppen reichten Klagen gegen diese Regelungen ein und äußerten die Befürchtung, dass der Eindruck von Wahlbetrug erweckt werden solle und Wähler eingeschüchtert würden. Zudem müssen Wähler nicht über die Anfechtung ihrer Wahlberechtigung informiert werden. Ähnliche Regelungen zum Streichen aus Wählerlisten in Virginia wurden vom republikanisch dominierten Supreme Court allerdings für rechtens erklärt. Anhänger der Republikanischen Partei versuchen auch immer wieder, die Anfechtungen von Wahlergebnissen zu erleichtern, wenn diese nicht im Sinne der Republikaner ausgehen. So sollten unter anderem in Georgia und Arizona lokalen Wahlbehörden weitere Befugnisse gegeben werden um die Bestätigung des Wahlergebnisses hinauszuzögern und eigene Ermittlungen anzustellen. Einige dieser neuen Regeln, die unter anderem die Zertifizierung von Wahlergebnissen betreffen, wurden allerdings durch Gerichte gekippt.
Die New York Times schreibt unter Berufung auf Forschende und Beamte, die Desinformationen dokumentieren, die Vielzahl an Halbwahrheiten, Lügen und Fälschungen vor dieser Wahl übertreffe alles bisher Dagewesene. Ein wiederkehrendes Narrativ war die angebliche Wahlbeteiligung von Nicht-Staatsbürgern, welches nicht nur von Donald Trump und Medien wie Fox News, sondern auch von über 200 Kongressabgeordneten geteilt wurde. Mit diesen Mitteln den Verdacht von Wahlbetrug zu schüren und das Vertrauen in die Wahlen zu untergraben, gehört nach Johannes Thimm, dem stellvertretender Leiter der Forschungsgruppe Amerika bei der Stiftung Wissenschaft und Politik (SWP) bereits seit vielen Jahren zum Standardrepertoire der Republikanischen Partei. Damit würden auch Klagen gegen verschiedene Aspekte der Wahl ermöglicht. Zudem gehöre es zur Strategie der Republikaner, die demokratische Kandidatin Harris als Linksradikale darzustellen, die Demokraten befeuerten dagegen das Narrativ von Trump als Bedrohung für die Demokratie und Faschist.
Im Vorfeld der US-Präsidentschaftswahl 2024 halfen russische Akteure bei der Verbreitung von Desinformation zu den Hurrikans Helene und Milton, was als Beitrag zur politischen Spaltung und Destabilisierung der USA gewertet wurde. Die russische Wahlbeeinflussung fiel gemäß Foreign Policy 2024 noch größer aus als 2016. Unter anderem habe es Kampagnen in den Sozialen Medien gegebe, Verbreitung von Falschinformationen und den Einsatz KI-generierter Inhalte. Nach der Wahl äußerte sich Nikolai Patruschew, der frühere Leiter des russischen Geheimdienstes FSB, Trump habe sich, um bei der Wahl erfolgreich abzuschneiden, „auf bestimmte Kräfte verlassen, denen gegenüber er entsprechende Verpflichtungen hat“. Folglich werde er als „verantwortungsbewusster Mensch“ nun „verpflichtet sein, diese zu erfüllen“.

## Wahlspenden
Alle Kandidaten zusammen sammelten 1,870 Milliarden $ Wahlkampfspenden, dazu kamen 2,231 Milliarden $ von Super-PACs und anderen aussenstehenden Lobbygruppen. Donald Trump sammelte 463,7 Millionen $ + 975,8 Millionen $ der ihn unterstützenden Lobbygruppen, zusammen 1,4395 Milliarden $. Kamala Harris sammelte 1,1513 Milliarden $ + 843,1 Millionen $ von Lobbygruppen, zusammen 1,9944 Milliarden $. Zusammen mit den Einnahmen des Democratic und des Republican National Committee ergeben die Gesamtkosten des Präsidentschaftswahlkampfs 2024 5,515 Milliarden $.

## Ergebnisse

### Vorgezogene Stimmabgabe
Bereits vor dem Wahltag konnten wahlberechtigte Bürger ihre Stimme abgeben, wobei die Möglichkeiten der Stimmabgabe sowie die Fristen von Bundesstaat zu Bundesstaat sehr unterschiedlich waren: In einigen Bundesstaaten wie North Carolina konnten Wahlberechtigte bereits Mitte September ihre Stimme per Briefwahl abgeben (mail-in voting), in Staaten wie Minnesota oder Virginia startete die vorgezogene Stimmabgabe im Wahllokal (early in-person voting) bereits Ende September. In den meisten Bundesstaaten starteten sowohl die Stimmabgabe per Briefwahl als auch die vorzeitige Stimmabgabe im Wahllokal im Laufe des Oktobers. In 47 Bundesstaaten und in der Hauptstadt Washington D.C. konnten Wahlberechtigte diese Formen der vorzeitigen Stimmabgabe nutzen, nur in 3 Bundesstaaten (Alabama, Mississippi und New Hampshire) gab es keine Möglichkeit der vorzeitigen Stimmabgabe im Wahllokal und für die Beantragung der Briefwahl musste ein triftiger Grund angegeben werden. Ansonsten war in diesen 3 Staaten nur die Stimmabgabe im Wahllokal am Wahltag erlaubt. In 8 Bundesstaaten wurden vor der Wahl an alle registrierten Wahlberechtigten ohne extra-Antrag des Wählers Briefwahlunterlagen geschickt, sodass diese Bundesstaaten als All-Mail-Bundesstaaten galten, in denen die Wahl fast ausschließlich per Post durchgeführt wurde (obwohl Wähler teils auch in Wahllokalen vor dem Wahltag oder am Wahltag selber abstimmen konnten). Dies waren: Kalifornien, Oregon, Washington, Hawaii, Nevada, Utah, Colorado und Vermont.
Vor der Wahl 2020 wurden mehr als 101,45 Millionen (bzw. etwa 64 %) der insgesamt mehr als 159,74 Millionen Stimmen vor dem Wahltag abgegeben. Durch die Auswirkungen der Coronavirus-Pandemie nutzten damit deutlich mehr Wähler als 2016 die Möglichkeiten der vorzeitigen Stimmabgabe.
Für 2024 zeichnete sich ein deutlicher Rückgang der vorzeitigen Stimmabgabe im Vergleich zur Ausnahmesituation 2020 ab; allerdings können die Zahlen trotz eines allgemeinen Trends zur vorzeitigen Stimmabgabe nicht direkt mit denen von 2016 und 2020 verglichen werden, da in vielen Bundesstaaten nach 2020 die Regulierungen und Modalitäten der vorzeitigen Stimmabgabe geändert und oft verschärft wurden.
Mit Stand vom 5. November 2024 wurden bereits mehr als 85,9 Millionen Stimmen vorzeitig abgegeben. Laut New York Times wird am Ende der Auszählung mit insgesamt etwa 156 Millionen Stimmen gerechnet. Dies würde bedeuten, dass etwa 55 % aller Wähler vorzeitig ihre Stimme abgegeben haben.

### Landesweites Wahlergebnis
Erst nach der Zusammenkunft und Abstimmung des Wahlkollegiums (Electoral College) am 17. Dezember – sowie der noch ausstehenden Auszählung und Zertifizierung durch den US-Kongress am 6. Januar 2025 – wurden auch die Stimmen des Wahlkollegiums amtlich. Am 17. Dezember stimmten – wie auf Basis der Wahlergebnisse erwartet – 312 Wahlleute für Trump/Vance als neuen Präsidenten und als neuen Vizepräsidenten. Auf Harris/Walz entfielen wie erwartet 226 Stimmen der Wahlleute. Es gab – im Gegensatz zu früheren Wahlen – keine „Abtrünnigen“ (faithless electors) unter den Wahlleuten. Die Auszählung der Wahlleute-Stimmen durch den US-Kongress und abschließende Zertifizierung am 6. Januar 2025 wird die Präsidentin des US-Senats, Kamala Harris, durchführen und damit ihre eigene Niederlage in der Wahl bekanntgeben müssen (das erste Mal seit 2001 mit Al Gore als Vizepräsident, Wahlverlierer und Präsident des US-Senats).
Die Wahlbeteiligung lag bei 64,05 % und damit 2,7 Prozentpunkte niedriger als bei der vorherigen US-Präsidentschaftswahl.
Auszählungsstand: 100 %
| Kandidat Vize                            | Partei                                   | Partei                                   | Heimatstaat                              | Wählerstimmen („Popular Vote“) | Wählerstimmen („Popular Vote“) | Wahlleute („Electoral Vote“) | Wahlleute („Electoral Vote“) |
| Kandidat Vize                            | Partei                                   | Partei                                   | Heimatstaat                              | Absolut                        | %                              | Absolut                      | %                            |
| ---------------------------------------- | ---------------------------------------- | ---------------------------------------- | ---------------------------------------- | ------------------------------ | ------------------------------ | ---------------------------- | ---------------------------- |
| Donald Trump JD Vance                    |                                          | Republikaner                             | Florida Ohio                             | 77,303,569                     | 49,72 %                        | 312                          | 58,0 %                       |
| Kamala Harris Tim Walz                   |                                          | Demokraten                               | Kalifornien Minnesota                    | 75,019,233                     | 48,25 %                        | 226                          | 42,0 %                       |
| Jill Stein Butch Ware                    |                                          | Grüne                                    | Massachusetts Kalifornien                | 878,265                        | 0,56 %                         |                              |                              |
| Robert F. Kennedy Jr. Nicole Shanahan    |                                          | Unabhängige                              | Kalifornien                              | 756,800                        | 0,49 %                         |                              |                              |
| Chase Oliver Mike ter Maat               |                                          | Libertäre                                | Georgia Virginia                         | 650,138                        | 0,42 %                         |                              |                              |
| Andere Kandidaten und „write-in“-Stimmen | Andere Kandidaten und „write-in“-Stimmen | Andere Kandidaten und „write-in“-Stimmen | Andere Kandidaten und „write-in“-Stimmen | 880,008                        | 0,56 %                         |                              |                              |
| Gesamt                                   | Gesamt                                   | Gesamt                                   | Gesamt                                   | 155,488,013                    | 100%                           | 538                          | 100%                         |
| Nötige Wahlleute zum Wahlsieg            | Nötige Wahlleute zum Wahlsieg            | Nötige Wahlleute zum Wahlsieg            | Nötige Wahlleute zum Wahlsieg            | Nötige Wahlleute zum Wahlsieg  | Nötige Wahlleute zum Wahlsieg  | 270                          |                              |

Quellen:
Anmerkung: die Auszählung aller landesweiten Stimmen wurde erst am 11. Dezember 2024 (6 Tage vor der Abstimmung der Wahlleute am 17. Dezember 2024) beendet, da einige Bundesstaaten wie z. B. Kalifornien den Wahlbehörden diesbezüglich bis zu 5 Wochen lange Fristen einräumten bzw. bis der Bundesstaat laut dem 2022 im US-Kongress verabschiedeten Gesetz Electoral Count Reform Act (ECRA) ein offizielles Wahlergebnis veröffentlichen musste („Certificate of Ascertainment“). Bis zur Veröffentlichung des (eher zweitrangigen) landesweiten, amtlichen Endergebnisses durch die FEC (vermutlich im Januar 2025) bleibt dieses vorläufig.

### Offizielle Wahlergebnisse nach Bundesstaat

Vorsprung des jeweiligen Siegers in den Bundesstaaten bei der Präsidentschaftswahl 2024. Trump gewann alle sieben Swing States (goldgelb). Je heller der Bundesstaat, desto knapper der Vorsprung und deshalb umso wahrscheinlicher, dass der Bundesstaat bei der Wahl 2028 ein Swing State wird.

Vorsprung des jeweiligen Siegers in den Bezirken (Counties) bei der Präsidentschaftswahl 2024. Je dunkler der Farbton, desto größer der Vorsprung von Trump (rot) oder Harris (blau).

In 48 Staaten sowie dem District of Columbia gehen alle Wahlleute (WL) an den Kandidaten, der die meisten Stimmen erhalten hat. Maine und Nebraska vergeben je ein Wahlleutemandat je Kongresswahlbezirk sowie zwei weitere, die dem Kandidaten zugesprochen werden, der im ganzen Staat die meisten Stimmen erhält. Rot bedeutet eine Mehrheit der Republikaner, blau eine Mehrheit für die Demokraten, weiß bedeutet, dass das Ergebnis noch nicht feststeht. Die Wahlbeteiligung (WB) ist in Bezug auf die Gesamtzahl der theoretisch wahlberechtigten Einwohner bezogen (244.666.890) – nicht nur auf die als Wähler registrierten – und betrug folglich 64,05 %. Da es in den USA kein amtliches Meldewesen gibt, ist die Basis dieser Zahlen nur geschätzt. Insbesondere sind Auslandsamerikaner bei den einzelnen Staaten nicht berücksichtigt, sondern nur bei der Berechnung der nationalen Wahlbeteiligung. Ungültige bzw. sonstige Stimmen beinhalten auch Stimmen, die von Wählern in anderen Wahlen (z. B. US-Senat, Repräsentantenhaus etc.) abgegeben wurden, sich bei der Präsidentschaftswahl aber enthalten haben. Die Wahlbeteiligung basiert daher auf der Anzahl der gesamt abgegebenen Stimmen. In der Tabelle sind die Wahlleute aufgeführt, die den Kandidaten gemäß dem offiziellen Endergebnis im jeweiligen Bundesstaat zugeordnet wurden. Faithless electors gab es bei dieser Wahl keine.
| Bundesstaat           | Donald Trump Republikaner | Donald Trump Republikaner | Donald Trump Republikaner | Kamala Harris Demokraten | Kamala Harris Demokraten | Kamala Harris Demokraten | Andere Kandidaten | Andere Kandidaten | Andere Kandidaten | Ungültige bzw. sonstige Stimmen | Stimmen gesamt | Vorsprung Trump bzw. Harris | WB         | Quellen         |
| Bundesstaat           | Stimmen                   | %                         | WL                        | Stimmen                  | %                        | WL                       | Stimmen           | %                 | WL                |                                 |                |                             |            | Quellen         |
| --------------------- | ------------------------- | ------------------------- | ------------------------- | ------------------------ | ------------------------ | ------------------------ | ----------------- | ----------------- | ----------------- | ------------------------------- | -------------- | --------------------------- | ---------- | --------------- |
| Alabama               | 1.462.616                 | 64,57 %                   | 9                         | 772.412                  | 34,10 %                  | –                        | 30.062            | 1,33 %            | –                 | 7.821                           | 2.272.911      | 30,47 %                     | 58,80 %    | [ 267 ] [ 268 ] |
| Alaska                | 184.458                   | 54,54 %                   | 3                         | 140.026                  | 41,41 %                  | –                        | 13.693            | 4,05 %            | –                 | 2.804                           | 340.981        | 13,14 %                     | 63,69 %    | [ 269 ] [ 270 ] |
| Arizona               | 1.770.242                 | 52,05 %                   | 11                        | 1.582.860                | 46,54 %                  | –                        | 47.624            | 1,41 %            | –                 | 27.285                          | 3.428.011      | 5,51 %                      | 63,60 %    | [ 271 ] [ 272 ] |
| Arkansas              | 759.241                   | 64,20 %                   | 6                         | 396.905                  | 33,56 %                  | –                        | 26.530            | 2,24 %            | –                 | 7.496                           | 1.190.172      | 30,64 %                     | 53,48 %    | [ 273 ] [ 274 ] |
| Colorado              | 1.377.441                 | 43,14 %                   | –                         | 1.728.159                | 54,13 %                  | 10                       | 87.145            | 2,73 %            | –                 | 48.375                          | 3.241.120      | 10,98 %                     | 73,12 %    | [ 275 ] [ 276 ] |
| Connecticut           | 736.918                   | 41,89 %                   | –                         | 992.053                  | 56,40 %                  | 7                        | 30.039            | 1,71 %            | –                 | 29.944                          | 1.788.954      | 14,50 %                     | 67,08 %    | [ 277 ] [ 278 ] |
| Delaware              | 214.351                   | 41,79 %                   | –                         | 289.758                  | 56,49 %                  | 3                        | 8.803             | 1,72 %            | –                 | 5.418                           | 518.330        | 14,70 %                     | 67,02 %    | [ 279 ] [ 280 ] |
| District of Columbia  | 21.076                    | 6,47 %                    | –                         | 294.185                  | 90,28 %                  | 3                        | 10.608            | 3,25 %            | –                 | 3.002                           | 328.871        | 83,81 %                     | 63,57 %    | [ 281 ] [ 282 ] |
| Florida               | 6.110.125                 | 55,87 %                   | 30                        | 4.683.038                | 42,82 %                  | –                        | 142.302           | 1,31 %            | –                 | 68.744                          | 11.004.209     | 13,05 %                     | 66,71 %    | [ 283 ] [ 284 ] |
| Georgia               | 2.663.117                 | 50,52 %                   | 16                        | 2.548.017                | 48,34 %                  | –                        | 59.778            | 1,14 %            | –                 | 26.352                          | 5.297.264      | 2,18 %                      | 68,26 %    | [ 285 ] [ 286 ] |
| Hawaii                | 193.661                   | 37,48 %                   | –                         | 313.044                  | 60,59 %                  | 4                        | 9.996             | 1,93 %            | –                 | 5.535                           | 522.236        | 23,10 %                     | 50,27 %    | [ 287 ] [ 288 ] |
| Idaho                 | 605.246                   | 66,87 %                   | 4                         | 274.972                  | 30,38 %                  | –                        | 24.839            | 2,75 %            | –                 | 12.412                          | 917.469        | 36,49 %                     | 63,44 %    | [ 289 ] [ 290 ] |
| Illinois              | 2.449.079                 | 43,42 %                   | –                         | 3.062.863                | 54,30 %                  | 19                       | 128.442           | 2,28 %            | –                 | 64.862                          | 5.705.246      | 10,88 %                     | 62,63 %    | [ 291 ] [ 292 ] |
| Indiana               | 1.720.347                 | 58,43 %                   | 11                        | 1.163.603                | 39,52 %                  | –                        | 60.386            | 2,05 %            | –                 | 32.245                          | 2.976.581      | 18,91 %                     | 58,64 %    | [ 293 ] [ 294 ] |
| Iowa                  | 927.019                   | 55,73 %                   | 6                         | 707.278                  | 42,52 %                  | –                        | 29.209            | 1,75 %            | –                 | 10.505                          | 1.674.011      | 13,21 %                     | 70,78 %    | [ 295 ] [ 296 ] |
| Kalifornien           | 6.081.697                 | 38,32 %                   | –                         | 9.276.179                | 58,45 %                  | 54                       | 513.298           | 3,23 %            | –                 | 268.870                         | 16.140.044     | 20,13 %                     | 62,09 %    | [ 297 ] [ 298 ] |
| Kansas                | 758.802                   | 56,82 %                   | 6                         | 544.853                  | 40,80 %                  | –                        | 31.690            | 2,38 %            | –                 | 8.802                           | 1.344.147      | 16,02 %                     | 63,18 %    | [ 299 ] [ 300 ] |
| Kentucky              | 1.337.494                 | 64,40 %                   | 8                         | 704.043                  | 33,90 %                  | –                        | 35.289            | 1,70 %            | –                 | 16.046                          | 2.092.872      | 30,50 %                     | 62,06 %    | [ 301 ] [ 302 ] |
| Louisiana             | 1.208.505                 | 60,22 %                   | 8                         | 766.870                  | 38,21 %                  | –                        | 31.600            | 1,57 %            | –                 | 14.189                          | 2.021.164      | 22,01 %                     | 60,77 %    | [ 303 ] [ 304 ] |
| Maine at-large        | 377.977                   | 45,46 %                   | –                         | 435.652                  | 52,40 %                  | 2                        | 17.746            | 2,14 %            | –                 | 11.072                          | 842.447        | 6,94 %                      | 74,24 %    | [ 305 ] [ 306 ] |
| Maine 1st District    | 165.214                   | 38,09 %                   | –                         | 258.863                  | 59,69 %                  | 1                        | 9.630             | 2,22 %            | –                 | [ Anm. 1 ]                      | [ Anm. 1 ]     | 21,60 %                     | [ Anm. 1 ] | [ 307 ] [ 308 ] |
| Maine 2nd District    | 212.763                   | 53,50 %                   | 1                         | 176.789                  | 44,46 %                  | –                        | 8.116             | 2,04 %            | –                 | [ Anm. 1 ]                      | [ Anm. 1 ]     | 9,04 %                      | [ Anm. 1 ] | [ 309 ] [ 310 ] |
| Maryland              | 1.035.550                 | 34,08 %                   | –                         | 1.902.577                | 62,62 %                  | 10                       | 100.207           | 3,30 %            | –                 | 7.521                           | 3.045.855      | 28,54 %                     | 69,30 %    | [ 311 ] [ 312 ] |
| Massachusetts         | 1.251.303                 | 36,02 %                   | –                         | 2.126.518                | 61,22 %                  | 11                       | 95.847            | 2,76 %            | –                 | 39.262                          | 3.512.930      | 25,20 %                     | 68,03 %    | [ 313 ] [ 314 ] |
| Michigan              | 2.816.636                 | 49,64 %                   | 15                        | 2.736.533                | 48,23 %                  | –                        | 121.283           | 2,13 %            | –                 | 32.051                          | 5.706.503      | 1,41 %                      | 74,64 %    | [ 315 ] [ 316 ] |
| Minnesota             | 1.519.032                 | 46,68 %                   | –                         | 1.656.979                | 50,92 %                  | 10                       | 77.909            | 2,40 %            | –                 | 18.494                          | 3.272.414      | 4,24 %                      | 76,35 %    | [ 317 ] [ 318 ] |
| Mississippi           | 747.744                   | 60,83 %                   | 6                         | 466.668                  | 37,96 %                  | –                        | 14.870            | 1,21 %            | –                 | [ Anm. 2 ]                      | 1.229.282      | 22,87 %                     | 57,45 %    | [ 319 ] [ 320 ] |
| Missouri              | 1.751.986                 | 58,33 %                   | 10                        | 1.200.599                | 39,97 %                  | –                        | 51.189            | 1,70 %            | –                 | [ Anm. 3 ]                      | 3.003.774      | 18,36 %                     | 64,34 %    | [ 321 ] [ 322 ] |
| Montana               | 352.079                   | 58,27 %                   | 4                         | 231.906                  | 38,38 %                  | –                        | 20.196            | 3,35 %            | –                 | 8.242                           | 612.423        | 19,89 %                     | 68,20 %    | [ 323 ] [ 324 ] |
| Nebraska at-large     | 564.816                   | 59,32 %                   | 2                         | 369.995                  | 38,86 %                  | –                        | 17.371            | 1,82 %            | –                 | 13.054                          | 965.236        | 20,46 %                     | 67,96 %    | [ 325 ] [ 326 ] |
| Nebraska 1st District | 177.666                   | 55,49 %                   | 1                         | 136.153                  | 42,52 %                  | –                        | 6.375             | 1,99 %            | –                 | [ Anm. 4 ]                      | [ Anm. 4 ]     | 12,97 %                     | [ Anm. 4 ] | [ 327 ] [ 328 ] |
| Nebraska 2nd District | 148.905                   | 46,73 %                   | –                         | 163.541                  | 51,32 %                  | 1                        | 6.200             | 1,95 %            | –                 | [ Anm. 4 ]                      | [ Anm. 4 ]     | 4,59 %                      | [ Anm. 4 ] | [ 329 ] [ 330 ] |
| Nebraska 3rd District | 238.245                   | 76,03 %                   | 1                         | 70.301                   | 22,44 %                  | –                        | 4.796             | 1,53 %            | –                 | [ Anm. 4 ]                      | [ Anm. 4 ]     | 53,59 %                     | [ Anm. 4 ] | [ 331 ] [ 332 ] |
| Nevada                | 751.205                   | 50,59 %                   | 6                         | 705.197                  | 47,49 %                  | –                        | 28.438            | 1,92 %            | –                 | 3.047                           | 1.487.887      | 3,10 %                      | 65,80 %    | [ 333 ] [ 334 ] |
| New Hampshire         | 395.523                   | 47,87 %                   | –                         | 418.488                  | 50,65 %                  | 4                        | 12.178            | 1,48 %            | –                 | 6.628                           | 832.817        | 2,78 %                      | 74,14 %    | [ 335 ] [ 336 ] |
| New Jersey            | 1.968.215                 | 45,90 %                   | –                         | 2.220.713                | 51,79 %                  | 14                       | 98.812            | 2,31 %            | –                 | 34.181                          | 4.321.921      | 5,89 %                      | 67,03 %    | [ 337 ] [ 338 ] |
| New Mexico            | 423.391                   | 45,85 %                   | –                         | 478.802                  | 51,85 %                  | 5                        | 21.210            | 2,30 %            | –                 | 4.887                           | 928.290        | 6,00 %                      | 59,57 %    | [ 339 ] [ 340 ] |
| New York              | 3.578.899                 | 43,12 %                   | –                         | 4.619.195                | 55,65 %                  | 28                       | 102.117           | 1,23 %            | –                 | 80.247                          | 8.380.458      | 12,53 %                     | 57,87 %    | [ 341 ] [ 342 ] |
| North Carolina        | 2.898.424                 | 50,86 %                   | 16                        | 2.715.378                | 47,65 %                  | –                        | 85.343            | 1,49 %            | –                 | 24.842                          | 5.723.987      | 3,21 %                      | 70,32 %    | [ 343 ] [ 344 ] |
| North Dakota          | 246.505                   | 66,96 %                   | 3                         | 112.327                  | 30,51 %                  | –                        | 9.323             | 2,53 %            | –                 | 3.820                           | 371.975        | 36,45 %                     | 63,10 %    | [ 345 ] [ 346 ] |
| Ohio                  | 3.180.116                 | 54,88 %                   | 17                        | 2.533.699                | 43,72 %                  | –                        | 81.301            | 1,41 %            | –                 | 56.271                          | 5.851.387      | 11,15 %                     | 65,39 %    | [ 347 ] [ 348 ] |
| Oklahoma              | 1.036.213                 | 66,16 %                   | 7                         | 499.599                  | 31,90 %                  | –                        | 30.361            | 1,94 %            | –                 | 7.101                           | 1.573.274      | 34,26 %                     | 53,28 %    | [ 349 ] [ 350 ] |
| Oregon                | 919.480                   | 40,97 %                   | –                         | 1.240.600                | 55,27 %                  | 8                        | 84.413            | 3,76 %            | –                 | 63.763                          | 2.308.256      | 14,31 %                     | 70,71 %    | [ 351 ] [ 352 ] |
| Pennsylvania          | 3.543.308                 | 50,20 %                   | 19                        | 3.423.042                | 48,50 %                  | –                        | 91.919            | 1,30 %            | –                 | 26.671                          | 7.084.940      | 1,70 %                      | 71,43 %    | [ 353 ] [ 354 ] |
| Rhode Island          | 214.406                   | 41,76 %                   | –                         | 285.156                  | 55,54 %                  | 4                        | 13.824            | 2,70 %            | –                 | 3.845                           | 517.231        | 13,78 %                     | 63,47 %    | [ 355 ] [ 356 ] |
| South Carolina        | 1.483.747                 | 58,23 %                   | 9                         | 1.028.452                | 40,36 %                  | –                        | 35.941            | 1,41 %            | –                 | 18.264                          | 2.566.404      | 17,87 %                     | 62,14 %    | [ 357 ] [ 358 ] |
| South Dakota          | 272.081                   | 63,43 %                   | 3                         | 146.859                  | 34,24 %                  | –                        | 9.982             | 2,33 %            | –                 | 7.556                           | 436.478        | 29,19 %                     | 64,00 %    | [ 359 ] [ 360 ] |
| Tennessee             | 1.966.865                 | 64,19 %                   | 11                        | 1.056.265                | 34,47 %                  | –                        | 40.812            | 1,34 %            | –                 | [ Anm. 5 ]                      | 3.063.942      | 29,72 %                     | 57,61 %    | [ 361 ] [ 362 ] |
| Texas                 | 6.393.597                 | 56,05 %                   | 40                        | 4.835.250                | 42,39 %                  | –                        | 177.339           | 1,56 %            | –                 | [ Anm. 6 ]                      | 11.406.186     | 13,66 %                     | 56,57 %    | [ 363 ] [ 364 ] |
| Utah                  | 883.818                   | 58,40 %                   | 6                         | 562.566                  | 37,17 %                  | –                        | 67.014            | 4,43 %            | –                 | 15.740                          | 1.529.138      | 21,23 %                     | 64,15 %    | [ 365 ] [ 366 ] |
| Vermont               | 119.395                   | 32,32 %                   | –                         | 235.791                  | 63,83 %                  | 3                        | 14.236            | 3,84 %            | –                 | 3.463                           | 372.885        | 31,51 %                     | 70,89 %    | [ 367 ] [ 368 ] |
| Virginia              | 2.075.085                 | 46,05 %                   | –                         | 2.335.395                | 51,38 %                  | 13                       | 95.461            | 2,12 %            | –                 | 20.605                          | 4.526.546      | 5,78 %                      | 71,01 %    | [ 369 ] [ 370 ] |
| Washington            | 1.530.923                 | 39,01 %                   | –                         | 2.245.849                | 57,23 %                  | 12                       | 147.471           | 3,77 %            | –                 | 37.326                          | 3.961.569      | 18,22 %                     | 70,17 %    | [ 371 ] [ 372 ] |
| West Virginia         | 533.556                   | 69,87 %                   | 4                         | 214.309                  | 28,06 %                  | –                        | 15.814            | 2,07 %            | –                 | 6.908                           | 770.587        | 41,80 %                     | 55,46 %    | [ 373 ] [ 374 ] |
| Wisconsin             | 1.697.626                 | 49,60 %                   | 10                        | 1.668.229                | 48,74 %                  | –                        | 57.063            | 1,66 %            | –                 | 4.930                           | 3.427.848      | 0,86 %                      | 76,93 %    | [ 375 ] [ 376 ] |
| Wyoming               | 192.633                   | 71,60 %                   | 3                         | 69.527                   | 25,84 %                  | –                        | 6.888             | 2,56 %            | –                 | 2.075                           | 271.123        | 45,76 %                     | 61,28 %    | [ 377 ] [ 378 ] |
| USA                   | 77.303.569                | 49,72 %                   | 312                       | 75.019.233               | 48,25 %                  | 226                      | 3.165.211         | 2,03 %            | –                 | 1.222.573                       | 156.710.586    | 1,47 %                      | 64,05 %    |                 |

1. 1 2 3 4 5 6  Maine veröffentlicht keine ungültigen/sonstigen Stimmen bzw. keine Wahlbeteiligung für die einzelnen Bezirke.
2. ↑  Mississippi veröffentlicht keine ungültigen/sonstigen Stimmen.
3. ↑  Missouri veröffentlicht keine ungültigen/sonstigen Stimmen.
4. 1 2 3 4 5 6 7 8 9  Nebraska veröffentlicht keine ungültigen/sonstigen Stimmen bzw. keine Wahlbeteiligung für die einzelnen Bezirke.
5. ↑  Tennessee veröffentlicht ungültige/sonstige Stimmen erst später.
6. ↑  Texas veröffentlicht keine ungültigen/sonstigen Stimmen.

## Dokumentarfilme
- zdf.de: Zwischen Trump und Harris – Roadtrip durch ein zerrissenes Amerika (24. Oktober 2024, 44 min)
- arte.tv: Harris gegen Trump – Amerika hat die Wahl – Die ganze Doku | ARTE. (112 min)

### Prognosen
- Wahl des Electoral College (realclearpolling.com, englisch)
- Wahl des Electoral College (fivethirtyeight.com / ABC News, englisch)
- Übersicht der wichtigsten Prognostiker auf der englischsprachigen Wikipedia (wikipedia.org, englisch)

### Umfragen
- Hauptwahl (Szenario: Harris vs. Trump) (fivethirtyeight.com / ABC News, englisch)
- Hauptwahl (Szenario: Harris vs. Trump) (realclearpolling.com, englisch)
- Hauptwahl (Szenario: Harris vs. Trump vs. Kennedy vs. Stein vs. West) (realclearpolling.com, englisch)
- Hauptwahl (Szenario: Biden vs. Trump) (realclearpolling.com, englisch)
- Hauptwahl (Szenario: Biden vs. Trump vs. Kennedy vs. Oliver vs. Stein vs. West) (realclearpolling.com, englisch)
- Vorwahlen der Republikaner (Trump vs. Sonstige) (realclearpolling.com, englisch)
- Vorwahlen der Demokraten (Biden vs. Sonstige) (realclearpolling.com, englisch)

### TV-Duelle
- CNN: CNN Presidential Debate: President Joe Biden and former President Donald Trump auf YouTube, 26. Juni 2024, abgerufen am 8. Oktober 2024 (amerikanisches Englisch; TV-Duell zwischen Joe Biden und Donald Trump am 27. Juni 2024 (Ortszeit); Laufzeit: 1:38:36 Std.).
- ABC News: DEBATE REPLAY: VP Harris and former President Trump | ABC News Presidential Debate auf YouTube, 11. September 2024, abgerufen am 8. Oktober 2024 (amerikanisches Englisch; TV-Duell zwischen Kamala Harris und Donald Trump am 10. September 2024 (Ortszeit); Laufzeit: 1:52:09 Std.).
- CBS News: Watch: CBS News VP debate between JD Vance and Tim Walz | full video auf YouTube, 2. Oktober 2024, abgerufen am 8. Oktober 2024 (amerikanisches Englisch; TV-Duell zwischen JD Vance und Tim Walz am 1. Oktober 2024 (Ortszeit); Laufzeit: 1:39:30 Std.).